# Historia de Uruguay

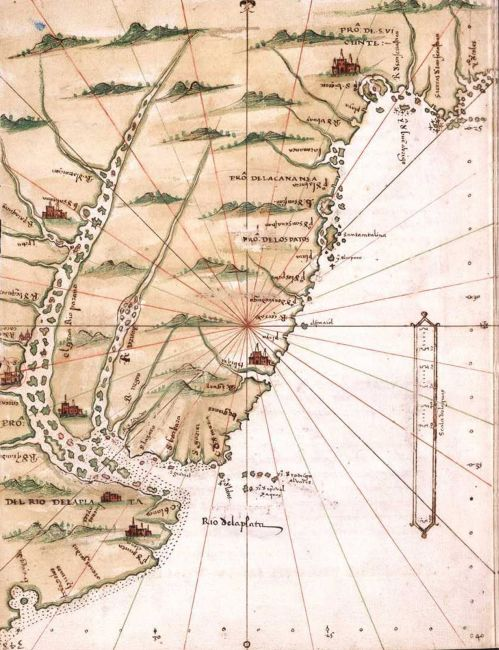
Mapa del Islario General de todas las islas del mundo, creado por Alonso de Santa Cruz en el. Se ve gran parte de la Cuenca del Plata, todo el actual territorio uruguayo; que hoy corresponde al tercio sur de la Banda Oriental.

La historia de Uruguay abarca la historia del actual territorio de Uruguay, desde antes de que se constituyera como estado hasta la actualidad.

## Época indígena

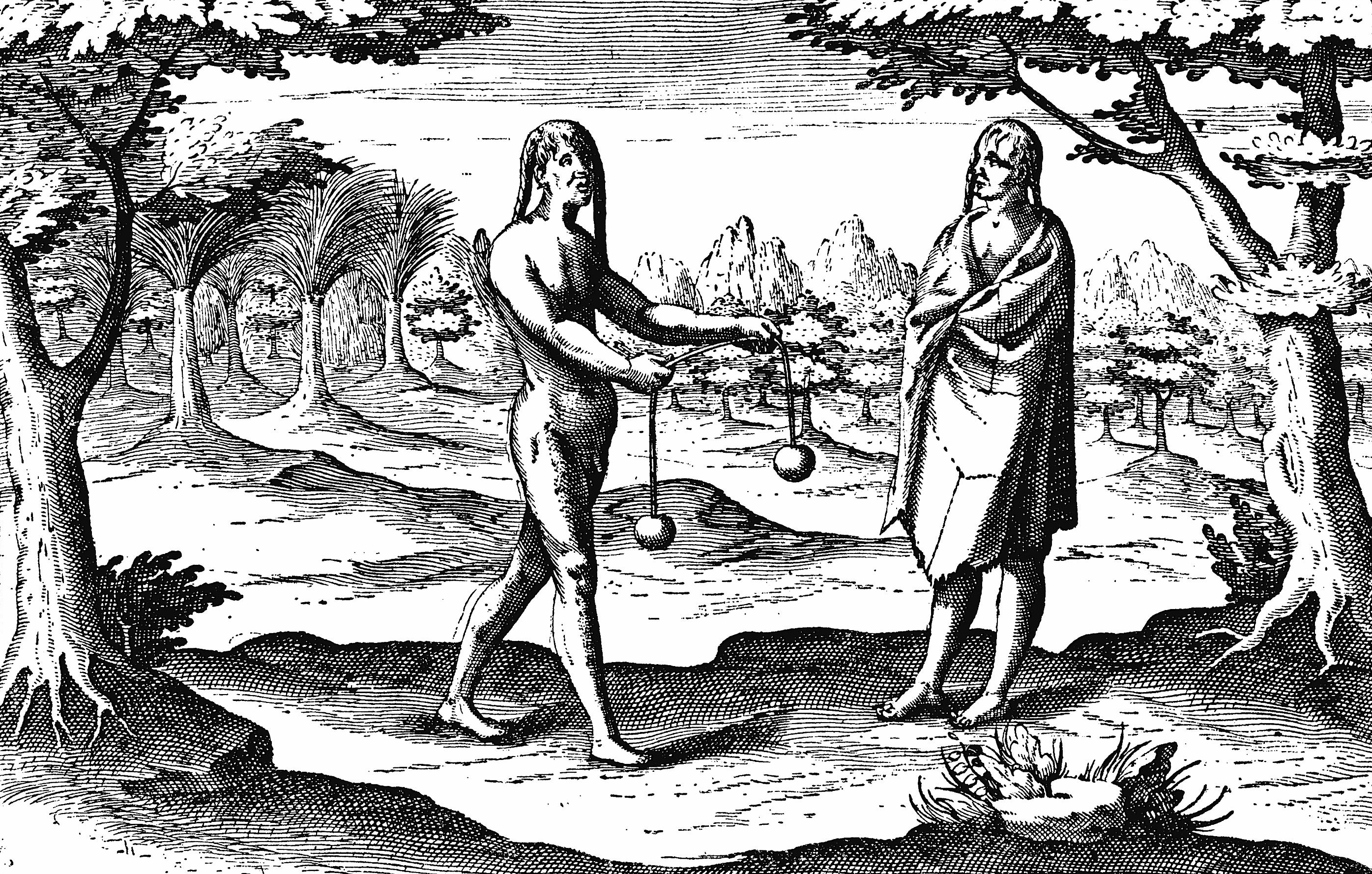
Indígenas del Río de la Plata. Dibujo del diario de viaje de Hendrick Ottsen, 1603.

Existen indicios de población en la Banda Oriental desde varios miles de años atrás, como lo testimonian los hallazgos de la Cultura Catalanense en Artigas, datados de aproximadamente 10  000 años  a.  C., lo que la convierte en el yacimiento arqueológico humano más antiguo del país. También destacan los cerritos de indios al este del territorio, con una antigüedad de 5000 años; y los recientes hallazgos en Mataojo (Salto). Otro hallazgo significativo son los antropolitos, zoolitos y ornitolitos. También es revelador el yacimiento del Vizcaíno, cerca de Sauce, rico en megafauna con marcas de herramientas líticas, lo cual indica la presencia humana hace varios miles de años en el lugar.
Los habitantes conocidos del actual territorio de Uruguay antes de la llegada de los españoles eran las etnias de indígenas mayoritariamente nómadas de los conjuntos pámpido y amazónido: charrúas, chanaes, guaraníes, yaros, bohanes, tapés, güenoas, chandules y arachanes. Contrariamente a lo que ha sido la opinión dominante durante gran parte del siglo XIX y el XX, las investigaciones arqueológicas y etnohistóricas recientes han revelado que el poblamiento del territorio uruguayo por parte de los charrúas fue mayormente posterior a la conquista europea. Más precisamente, ocurrió entre fines del siglo XVII y principios del siglo XVIII, y se debió a su expulsión desde los territorios de las actuales provincias argentinas de Santa Fe y Entre Ríos donde tenían su principal morada, como parte de la gran ofensiva contra los indígenas desencadenada por los colonizadores españoles luego de la Guerra Guaranítica. Se acepta, sin embargo, que alguna porción del territorio uruguayo, como por ejemplo, parte del actual departamento de Colonia, tenía presencia charrúa antes de esa migración. La etnia de los minuanes, en cambio, habría sido la más populosa y extendida en el territorio uruguayo, aun después de ese desplazamiento de los charrúas.

## Colonización y ocupación

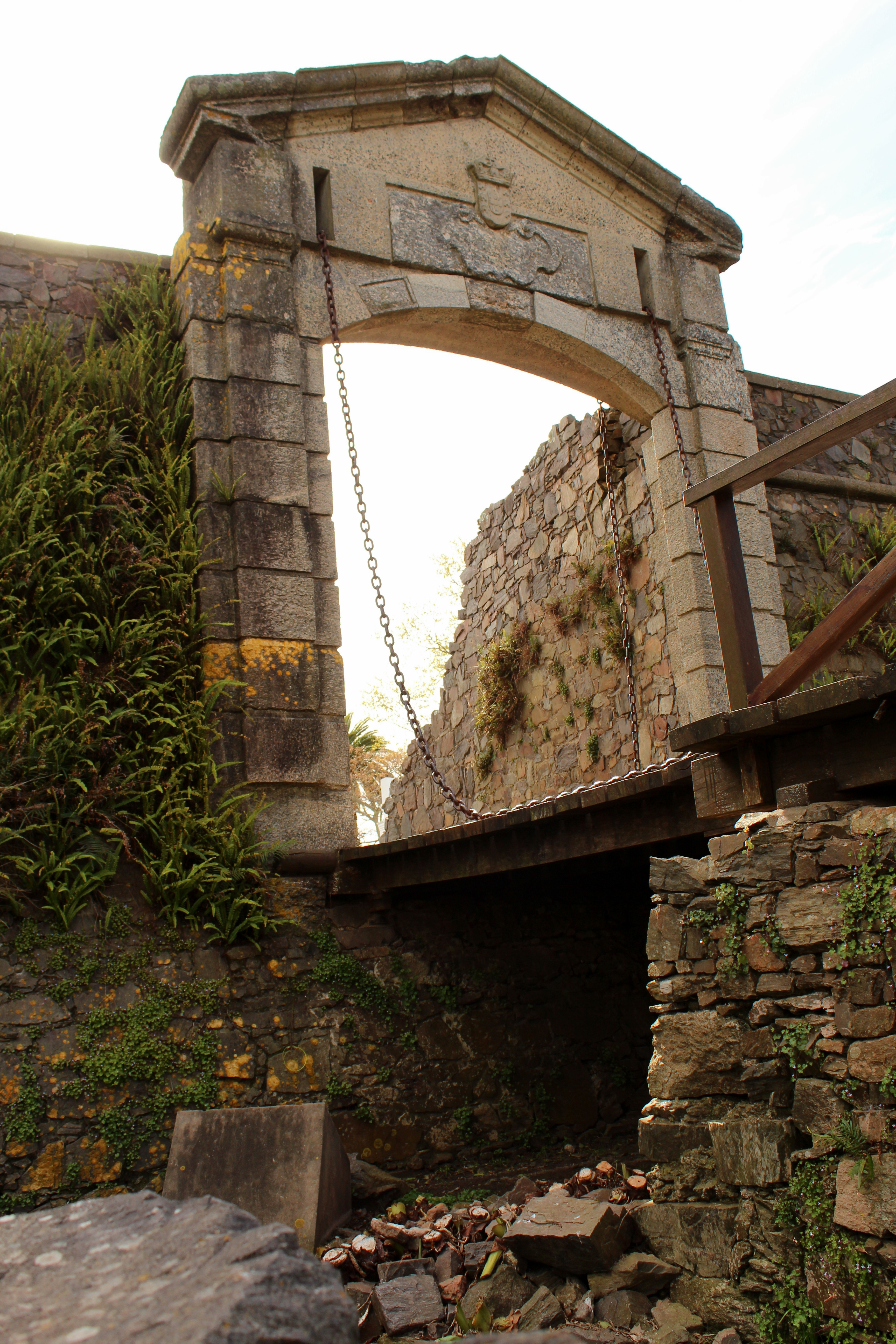
Muralla de Colonia del Sacramento.

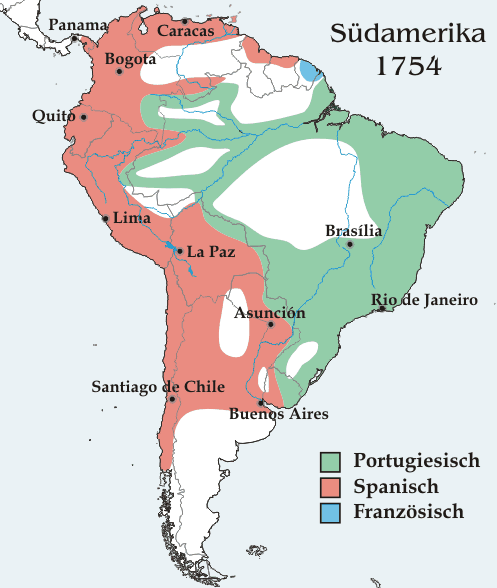
Control español, portugués y francés de América del Sur en el año 1754

Los españoles llegaron al actual territorio uruguayo en 1516. En 1527 Sebastián Gaboto, a las órdenes de la monarquía española, construyó un primer campamento fortificado en la costa oriental del Río de la Plata frente a la confluencia con el río Paraná, esta población fue llamada San Lázaro y estaba unos pocos kilómetros al noreste de la actual ciudad de Carmelo, días después la misma expedición española al mando de Gaboto, edificó un fuerte en la desembocadura del río que llamó San Salvador. Años después, el 30 de mayo de 1574, Juan Ortiz de Zárate fundó en las proximidades de las ruinas del mencionado fuerte la primera villa europea, llamada también San Salvador (prácticamente la actual Dolores), mientras que en 1624 los misioneros jesuitas fundaban una reducción a orillas del río Negro (o Hum), casi en la confluencia con el Río Uruguay. Tal reducción, llamada Santo Domingo Soriano, es el antecedente de la actual Villa Soriano.

La fuerte resistencia de los indígenas en contra de una posible conquista, sumada a la ausencia de oro y plata en la zona, limitaron el asentamiento en la región llamada entonces Banda Oriental durante los siglos XVI y XVII. Los españoles ingresaron el ganado por iniciativa del entonces gobernador de Asunción Hernandarias, el cual se adaptó fácilmente al territorio transformándose en las Vaquerías del Mar. La ambición por colonizar se vio aumentada al verse la expansión del reino de Portugal hasta las fronteras del actual Brasil.
En 1680 los portugueses comenzarían 100 años de dominio en la banda Oriental, violando el Tratado de Tordesillas; fundaron la Colonia do Sacramento frente a la ciudad de Buenos Aires. El 22 de noviembre de 1723 Manuel de Freytas Fonseca fundó un asentamiento portugués en la bahía del cerro Monte-vi-deo. Los españoles zarparon desde Buenos Aires y rodearon a los portugueses, que decidieron retirarse el día 19 de enero. El 22 de enero de 1724 Bruno Mauricio de Zavala establece la presencia y el asentamiento español.

Los portugueses fundaron en el norte de la Banda Oriental la ciudad de Río Grande en 1737, Porto Alegre en 1742, y la Fortaleza de Santa Teresa en 1762 en el actual Rocha.
La ciudad de Montevideo fue fundada oficialmente el 24 de diciembre de 1726 por el gobernador Zabala,  como autoridad establecida en Buenos Aires, para que sirviera como fortaleza militar;  pasando rápidamente a ser su puerto un centro comercial que  compitió con Buenos Aires. La nueva fundación recibió inicialmente el nombre de San Felipe y Santiago, aunque el lugar era conocido de antiguo por los españoles. España solo controlaba Montevideo y sus cercanías, los hoy Departamentos de San José, Flores, Canelones y Maldonado. Las tres cuartas partes de la banda Oriental del río Uruguay, fue portuguesa en los hechos casi por cien años, desde 1680 a 1777 cuando se firma el Tratado de San Ildefonso (1777).
El 22 de noviembre de 1749, el rey de España nombró primer Gobernador de Montevideo a José Joaquín de Viana. Este llegó al Río de la Plata en el barco Nuestra Señora de la Concepción el 3 de febrero de 1751, desembarcando en Buenos Aires, donde juró el cargo de primer Gobernador de Montevideo ante el capitán general José de Andonaegui y tomó posesión del mismo en sesión solemne que el Cabildo montevideano celebrara el 14 de marzo. La Gobernación de Montevideo comprendía los territorios desde la boca del arroyo Cufré, en el oeste, hasta el cerro Pan de Azúcar, al este, llegando por el norte desde las nacientes de los ríos San José y Santa Lucía siguiendo la línea de la Cuchilla Grande hasta el cerro Ojosmín, que se encuentra en el actual departamento de Flores. Corresponde a los actuales departamentos de Montevideo, Canelones y parte de los de San José, Flores, Florida, Lavalleja y Maldonado.
El primer virrey del Río de la Plata, Pedro de Cevallos (o Zevallos) reconquistó Montevideo y la Fortaleza de Santa Teresa así como, la isla de Santa Catarina.

Finalmente, en 1777, el mismo Cevallos, nombrado virrey del recientemente creado Virreinato del Río de la Plata, conquistó definitivamente la Colonia del Sacramento, conquista que fue refrendada mediante el tratado de San Ildefonso, firmado ese mismo año, por el que la frontera hispano-portuguesa se fijaba en el río Negro, quedando España en poder de la mitad sur del actual Uruguay.
Por el Tratado de San Ildefonso, España gobernaba entonces solamente el sur de la Banda Oriental quedando el norte de la Banda Oriental, Río Grande del Sur, Santa Catarina y Paraná (misiones de La Guayrá) en poder portugués en el año 1777. La Banda Oriental desde 1680 seguía siendo portuguesa. Desde el año 1763 hasta el año 1828 la fortaleza de Santa Teresa y luego el fuerte de San Miguel, pasaron a manos portuguesas y españolas constantemente. El hoy departamento de Rocha fue sucesivamente portugués y español.
España gobernó Montevideo y el sur del actual Uruguay entre 1777 y 1807 [cita requerida]. La primera parte del siglo XIX estuvo marcada por una lucha entre España y Portugal para poder obtener el dominio sobre la zona. Además, entre 1806 y 1807 el Reino Unido invadió Buenos Aires y Montevideo, pero fue derrotado y se retiró. En 1810 en Buenos Aires estalla la Revolución de Mayo a la cual se suma José Artigas liderando a la Banda Oriental. En 1815 Montevideo es territorio de la Provincia Oriental bajo el mando de Artigas y Ortorgués, pero un año después desde 1816 a 1824 el territorio fue invadido por el Reino Unido de Portugal, Brasil y Algarve pasando inicialmente a ser parte del reino portugués con el nombre de «Provincia Cisplatina». También con el nombre de «Cisplatina» entre 1824 y 1827 fue brasileño.
Las principales poblaciones permanentes fundadas por los españoles durante la época colonial son:
| - Colonia del Sacramento (1680) - Real de San Carlos (1680) - Santo Domingo Soriano (1708) - Montevideo (1726) - Fuerte de San Miguel (1737) - Maldonado (1755) - Fortaleza de Santa Teresa (1762) - San Carlos (1763) - Paysandú (1772) - Guadalupe o Canelones (1774) - Rosario o el Colla (1775) - Las Víboras (1780) | - San Juan Bautista o Santa Lucía (1781) - Pando (1781) - San José (1781) - Minas (1783) - Mercedes (o Capilla Nueva) (1788) - Rocha (1793) - Melo (1795) - Belén (1800) - Dolores también llamada Espinillo o San Salvador (1800) - Piedras (1800) - Santísima Trinidad de Porongos (1803) - Florida (1809) |

## Lucha por la independencia

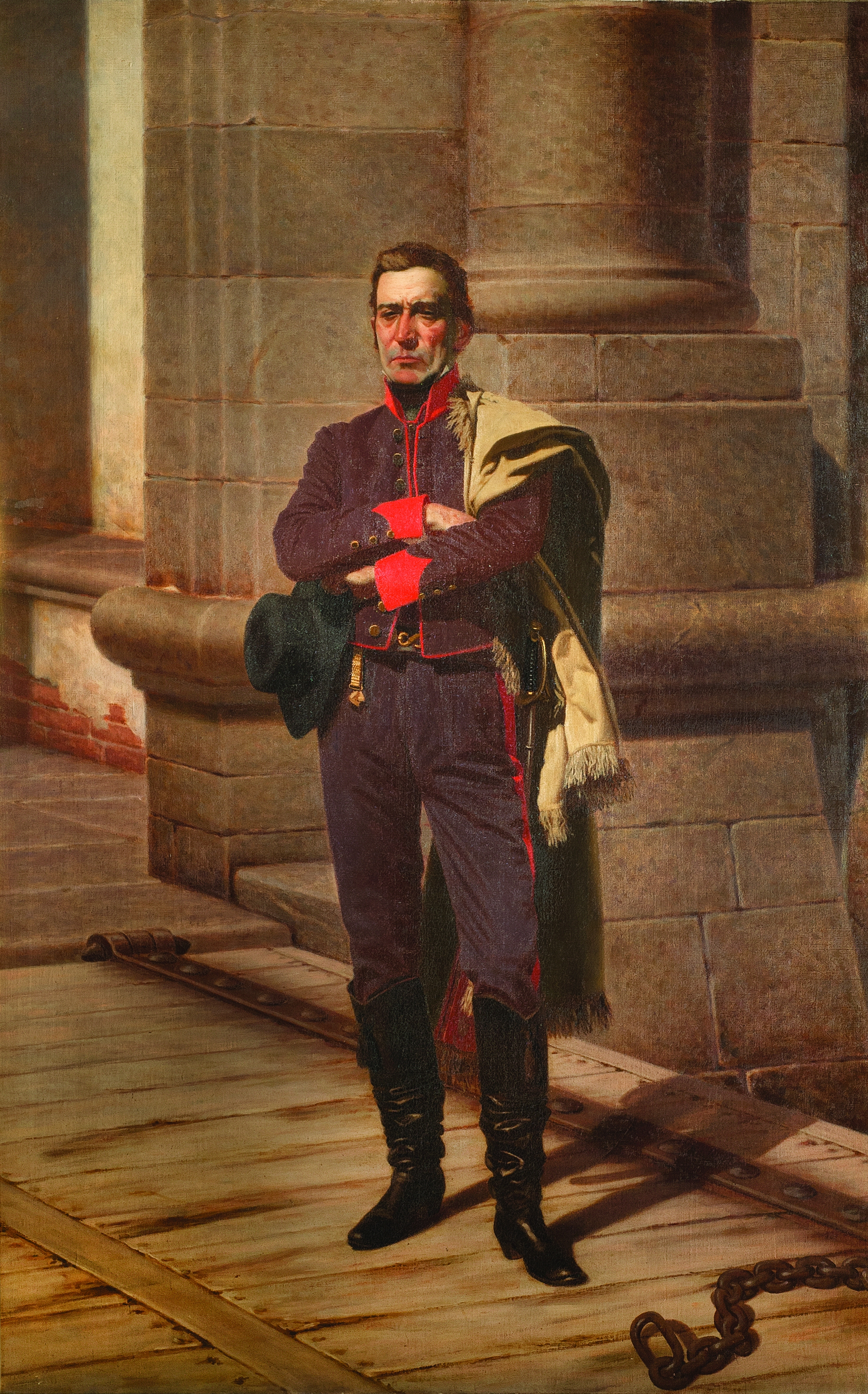
Artigas en la Ciudadela, óleo de Juan Manuel Blanes.

Iniciado el proceso revolucionario en Buenos Aires, en la llamada Revolución de mayo de 1810, la Banda Oriental tardó en sumarse. El denominado Grito de Asencio protagonizado por Pedro José Viera y Venancio Benavides el 28 de febrero de 1811, se considera tradicionalmente el punto de partida de la revolución en el país. Rápidamente al día siguiente se ocuparon las villas de Mercedes y de Santo Domingo Soriano, solicitando auxilios a la Junta de Buenos Aires. José Gervasio Artigas, hoy considerado máximo héroe nacional, se sumó a la revolución y lanzó una exitosa revuelta en contra de España. Tras ocupar Soriano, Benavides tomó El Colla el 20 de abril. Manuel Francisco Artigas avanzó sobre las poblaciones del este, el 24 de abril de 1811 tomó la villa de Minas de Santa Lucía, el día 28 entró en San Carlos y el día 29 rindió Maldonado, luego un destacamento avanzó hacia el fuerte de Santa Teresa . Fuerzas unidas de Manuel Francisco Artigas y de Benavides liberaron San José el 25 de abril tras tomar a Porongos.
José Gervasio Artigas dirigió sus tropas hacia Montevideo y venció a los realistas en la batalla de las Piedras, el 18 de mayo del mismo año, sitiando pocos días después la ciudad amurallada de Montevideo, último reducto de la colonia española en la Banda Oriental, puesto que Colonia del Sacramento había sido ocupada el 26 de mayo por Benavides.

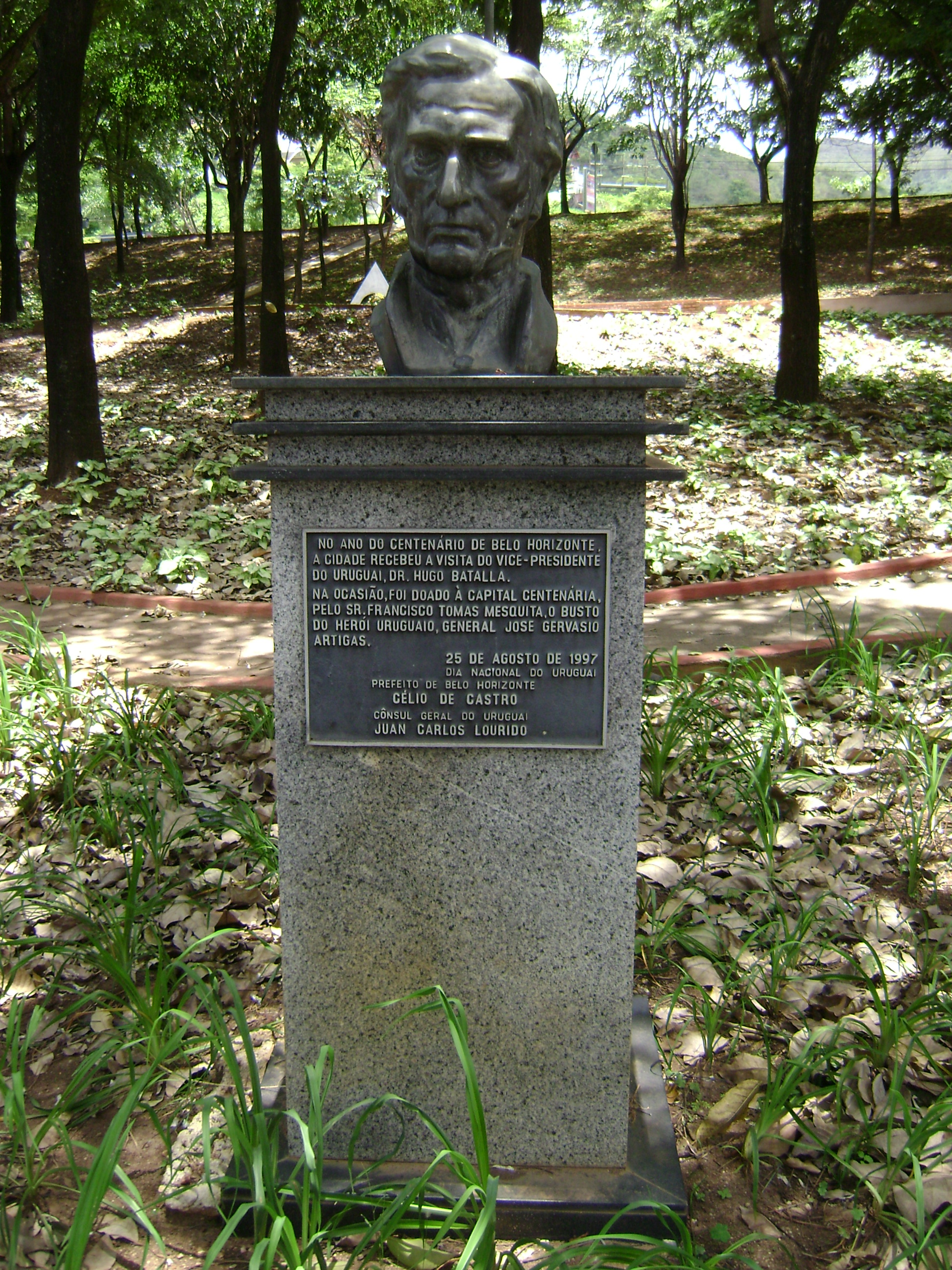
Estatua de José Gervasio Artigas.

El envío de un contingente portugués en auxilio de los españoles llevó al Gobierno de Buenos Aires a pactar con los españoles y también con los lusobrasileños (Tratado Herrera-Rademaker) , ordenando la retirada de las tropas revolucionarias de la Banda Oriental que incluía la Provincia Oriental, Misiones Orientales, Río Grande del Sur, Santa Catarina, por este tratado los lusobrasileños ocupaban también un territorio que llamaban "Entre Ríos", es decir la región delimitada por el Cuareim al sur, el Ibicuy al norte y el río Uruguay al oeste; aunque muy probablemente tal denominación lusobrasileña apuntaba a sentar precedentes sobre una posible anexión de la Provincia de Entre Ríos (ya fuera de la Banda Oriental) debe evitarse la confusión entre ambos territorios homónimos.
Artigas acató el pacto, retirando el sitio de Montevideo. Casi toda la población del sur de la Banda Oriental excepto Montevideo, lo acompañó en la retirada hasta el arroyo Ayuí Grande en la actual ciudad entrerriana de Concordia, dejando el territorio virtualmente vacío. A este acontecimiento se le denomina el Éxodo oriental o también La Redota y demostró el liderazgo o rol de caudillo de José Gervasio Artigas sobre el pueblo de la Banda Oriental.
La posición de Buenos Aires, aunque acatada, provocó fuerte malestar entre los orientales. A partir del 26 de febrero de 1813 se reanuda el sitio de Montevideo, que tras la victoria de la escuadra de las Provincias Unidas en la Campaña Naval de 1814 cae finalmente el 23 de junio de 1814. Durante ese período se incrementan los enfrentamientos entre Artigas, partidario del federalismo y principal cuadillo de la Liga Federal, y el gobierno de Buenos Aires. Entre las instrucciones que Artigas dio a los diputados orientales a la Asamblea del año XIII, figuran los límites de la Provincia Oriental que él pretendía:

Artículo 8º: El territorio que ocupan estos Pueblos desde la costa oriental del Uruguay hasta la fortaleza de Santa Teresa  forman una sola Provincia, denominante la Provincia Oriental.

 Pues el resto de la Banda Oriental esto es el Norte de Río Negro más todo Río Grande del Sur y Santa Catarina eran parte de la Banda Oriental que estaba bajo ocupación lusobrasileña.

Artículo 9º: Que los siete Pueblos de Misiones, los de Batoví, Santa Tecla, San Rafael y Tacuarembó que hoy ocupan injustamente los Portugueses y a su tiempo deben reclamarse serán en todo tiempo territorio de esta Provincia.

Alianzas políticas provinciales en el año 1816.

En 1815, Artigas logró reunir en la entonces capital entrerriana de Concepción del Uruguay el protocongreso de la independencia argentina, conocido como Congreso de Oriente, con representantes de la Provincia Oriental, Córdoba, Corrientes, Entre Ríos, las Misiones -mucho más extensas que la actual provincia argentina de ese nombre, aunque sus representantes no llegaron a tiempo- y Santa Fe, aunadas en la Liga Federal a la cual fueron invitadas todas las otras provincias de los territorios del antiguo Virreinato del Río de la Plata.
La Banda Oriental se divide en repúblicas: República de Río Grande del Sur y República Juliana (Santa Catarina); las que desde 1825 intentan ser independientes y confederadas.
- 1820: Ramírez creó entonces la República de Entre Ríos 1820-1821.
- 1825: Declaración de independencia, respecto a Brasil y a Portugal, de la Banda Oriental y reunión de la misma a las Provincias Unidas del Río de la Plata (tal cual expresamente lo dice el acta del Congreso de Florida en ese mismo año 1825).
- 1828: a partir de la liberada, (durante la Guerra contra Brasil), Provincia Oriental es creado por intervención británica el Estado Oriental del Uruguay independiente del Brasil (sólo el sur de la Banda Oriental, el norte sigue siendo brasileño).
- 1836: Se proclama la República Riograndense (norte de la Banda oriental).
- 1839: La República Riograndense formó una confederación conjunta con la República Juliana, la cual fuera proclamada ese mismo año, en Santa Catarina, y cuya capital era la ciudad de Laguna.

## La Cisplatina y la guerra del Brasil

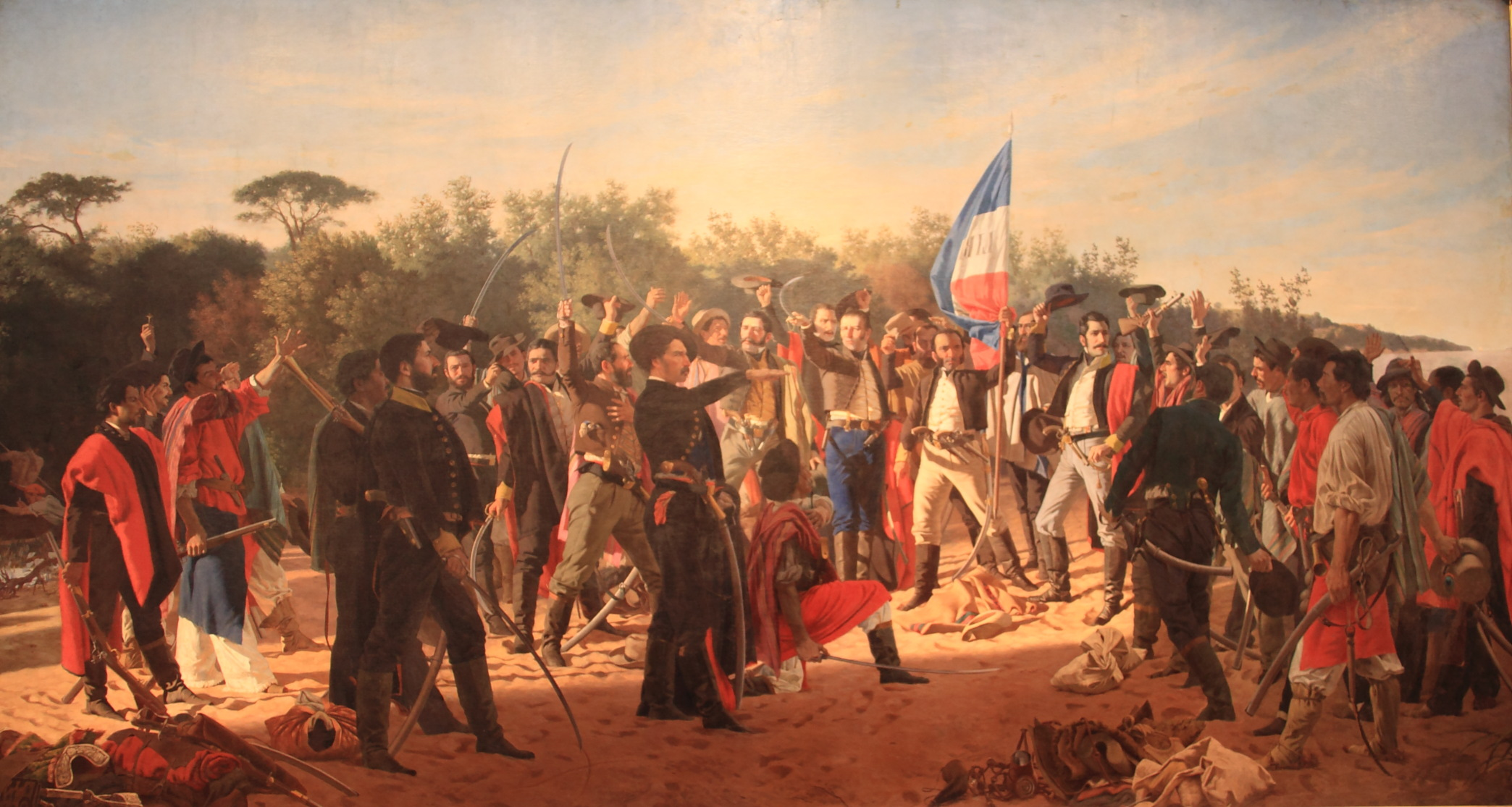
El Juramento de los Treinta y Tres Orientales, óleo de Juan Manuel Blanes.

En agosto de 1816 tropas luso-brasileñas al mando de Carlos Federico Lecor invadieron la Provincia Oriental del Río de la Plata en el curso de la invasión luso-brasileña, aunque Artigas continuó la lucha en el medio rural hasta caer derrotado en la batalla de Tacuarembó, en enero de 1820, la cual significó la derrota definitiva del caudillo oriental, el que debió abandonar su tierra, a la cual ya no volvería. La Revolución Oriental, finaliza, después del Acuerdo de Tres Árboles, cercano a las costas del río Queguay, entre el Fructuoso Rivera y Bento Manuel Ribeiro y con José Artigas en el exilio en Paraguay.
De este modo, en 1821 el actual territorio uruguayo fue anexado al Reino Unido de Portugal, Brasil y Algarve como una provincia más, rebautizándosela Provincia Cisplatina. Portugal entendía que las tierras al occidente del Río Uruguay -actualmente las provincias argentinas de Entre Ríos y Corrientes- deberían también formar parte de su órbita, llamando a toda esa región la Provincia Transplatina.
Cuatro años después, en abril de 1825, y con el apoyo de Buenos Aires, un grupo de rioplatenses, la mayoría originarios de la Provincia Oriental, llamados los Treinta y Tres Orientales y liderados por Juan Antonio Lavalleja, regresó a su tierra para liberarla de la dominación imperial brasileña, siendo dicha gesta conocida como "Cruzada Libertadora". La importancia histórica de esta gesta es tal, que el día 19 de abril,  fecha del desembarco de los Treinta y Tres en la Agraciada, actualmente en el Departamento de Soriano, viniendo desde Entre Ríos, constituye una de las fiestas nacionales laborables de la República. Asimismo, la bandera tricolor que portaban los Treinta y Tres, con la leyenda "Libertad o Muerte", constituye actualmente uno de los emblemas oficiales de la República.
Posteriormente se sumaría a dicha gesta libertadora el general Fructuoso Rivera quien ofreció a los portugueses una vasta región del norte y este de la Provincia Oriental a cambio de lograr "la paz". El territorio cedido por Rivera a los portugueses limitaba al norte con la actual ciudad de Porto Alegre.
El 25 de agosto de 1825, en el Congreso de Florida, se declara la total independencia del territorio oriental con respecto al Reino de Portugal, y a la vez, su voluntad de volver a formar parte, como una provincia más, de las Provincias Argentinas.

La H. Sala de Representantes de la Provincia Oriental del Río de la Plata en virtud de la soberanía ordinaria y extraordinaria que legalmente reviste para resolver y sancionar todo cuanto tienda a la felicidad de ella, declara: que su voto general, constante, solemne y decidido es, y debe ser, por la unidad con las demás Provincias Argentinas a que siempre perteneció por los vínculos mas sagrados que el mundo conoce. Por tanto, ha sancionado y decreta por ley fundamental la siguiente: Queda la Provincia Oriental del Río de la Plata unida a las demás de este nombre en el territorio de Sud América, por ser la libre y espontánea voluntad de los Pueblos que la componen, manifestada con testimonios irrefragables y esfuerzos heroicos desde el primer período de la regeneración política de dichas Provincias. Dado en la Sala de Sesiones de la Representación Provincial, en la villa de San Fernando de la Florida, a los veinticinco días del mes de agosto de mil ochocientos veinticinco.

Si bien al comienzo de las hostilidades las fuerzas imperiales eran mayores a las republicanas, las Provincias Unidas derrotaron a Brasil en muchas batallas en una lucha de tres años por tierra y mar, siendo la Batalla de Ituzaingó la más importante. No obstante, las fuerzas argentinas nunca lograron capturar Montevideo ni penetrar profundamente en territorio brasileño y esto, sumado al hecho de que Brasil obtuvo mejores resultados en el mar al destruir la mayor parte de la pequeña flota argentina, derivó en que Brasil obtuvo al final términos más favorables en el tratado de paz.
Sin embargo, los problemas económicos y políticos generados en ambos estados, en especial, el bloqueo de la Armada de Brasil al puerto de Buenos Aires y el impasse en tierra (dado que Colonia del Sacramento y Montevideo estuvieron bajo el control de Brasil durante todo el conflicto) aconsejaron iniciar las tratativas de paz. En 1827, el ministro plenipotenciario argentino Manuel José García, excediéndose en su misión, firmó la Convención Preliminar de Paz de 1827 con los representantes brasileños que reconocía la soberanía del Imperio sobre la Provincia Oriental y se comprometía a pagarle a Brasil una indemnización de guerra. El presidente Bernardino Rivadavia la declaró como el «tratado deshonroso», rechazándola y presentando posteriormente su renuncia.
El conflicto continuó hasta el 27 de agosto de 1828, cuando los representantes del gobierno de la República de las Provincias Unidas del Río de la Plata y los del Emperador del Brasil, Pedro I, firmaron la Convención Preliminar de Paz de 1828, que acordó la independencia de la Provincia Oriental y el cese de las hostilidades.

## Independencia
La primera constitución nacional fue adoptada el 18 de julio de 1830, dándosele el nombre de Estado Oriental del Uruguay al novel país. Pese a obtener que Brasil abandonara las pretensiones sobre la actual República Oriental del Uruguay, el estado brasilero mantuvo ocupada una gran parte de la Banda Oriental: las nacientes del Río Negro en el nudo de Santa Tecla, y todo el extenso territorio entre el Río Cuareim y el río Ibicuy (en grafía portuguesa: Ibicuí) y su curso alto llamado río Santa María. También por el noroeste, los brasileños lograron correr a su favor las fronteras, pese a su derrota militar: la frontera del noroeste pasó de ser el Piratiny o Piratiní a ser el Río Yaguarón.
El primer presidente, electo bajo la Constitución de Uruguay de 1830, fue Fructuoso Rivera, desplazando a Lavalleja, que no era de ningún modo del agrado de los brasileños. Fue sucedido por Manuel Oribe, asumido en 1834. No obstante, gran parte del poder seguía en manos de Rivera, gracias al cargo de comandante general de la Campaña que se había creado para él mismo durante su mandato.

Primer escudo del Estado Oriental del Uruguay

Diversos incidentes llevaron a la revolución de Rivera y sus partidarios en contra del gobierno en 1836. Oribe decretó que sus seguidores usaran una divisa blanca, mientras Rivera adoptó una cinta colorada (primero había elegido una celeste, pero debido a que se confundía con el blanco decidió cambiarla). Es de esta forma que nacieron los «blancos» y «colorados», quienes se enfrentaron por primera vez en la batalla de Carpintería, el 19 de septiembre de ese año.
Según Edmundo Narancio, entre las consecuencias positivas de la independencia uruguaya podemos destacar el establecimiento de leyes básicas y la creación del pabellón a raíz de la jura de la Constitución, los nuevos derechos y libertades, el principio de autodeterminación, prohibición del tráfico de esclavos con países extranjeros, la supresión de un sistema fiscal complejo con numerosos impuestos y la apertura comercial. Por el contrario, entre los costes de la independencia podemos destacar las influencias extranjeras y rivalidades internas de Uruguay, que provocan la Guerra Grande entre 1839 y 1851, la inestabilidad social y la fuga de capitales.

## Apogeo del caudillismo
Las vinculaciones de los colorados con los unitarios argentinos y de los blancos con los federales dieron lugar a una constante intervención de la Argentina en los asuntos internos uruguayos, a lo que se sumaba Brasil. También se debe destacar la intención de Francia y Gran Bretaña de extender su predominio económico al Río de la Plata.

Invasión brasileña de 1864

Todas estas influencias extranjeras, sumadas a las rivalidades internas en Uruguay, desencadenarían la llamada Guerra Grande (1839-1851). Luego de que las tropas riverenses vencieran a las de Oribe, este renunció a la presidencia y en su lugar fue elegido Rivera, el 1 de marzo de 1839. Ya en febrero de ese año le había declarado la guerra a Rosas, aliado de Oribe, dando comienzo a la contienda.
Entre 1839 y 1843, la guerra fue favorable a Rosas y Oribe. Este último impuso el sitio de Montevideo entre 1843 y 1851. Así, el país quedó dividido en dos partes: Montevideo bajo el poder del Partido Colorado, apoyado por los británicos y franceses, que forman el Gobierno de la Defensa; el resto del país, dominado por Oribe y los blancos, que formaron el Gobierno del Cerrito, con su capital en la ciudad de Villa Restauración, actualmente el barrio de la Unión. Oribe fue el primer presidente oriental que homenajeó oficialmente a Artigas, bautizando con el nombre del prócer a la principal calle de Villa Restauración.
Durante este período, varias legiones extranjeras —franceses, italianos, etc.— apoyaron la defensa de Montevideo, siendo especialmente notable la participación de Giuseppe Garibaldi, quien comandara las fuerzas navales de Montevideo.

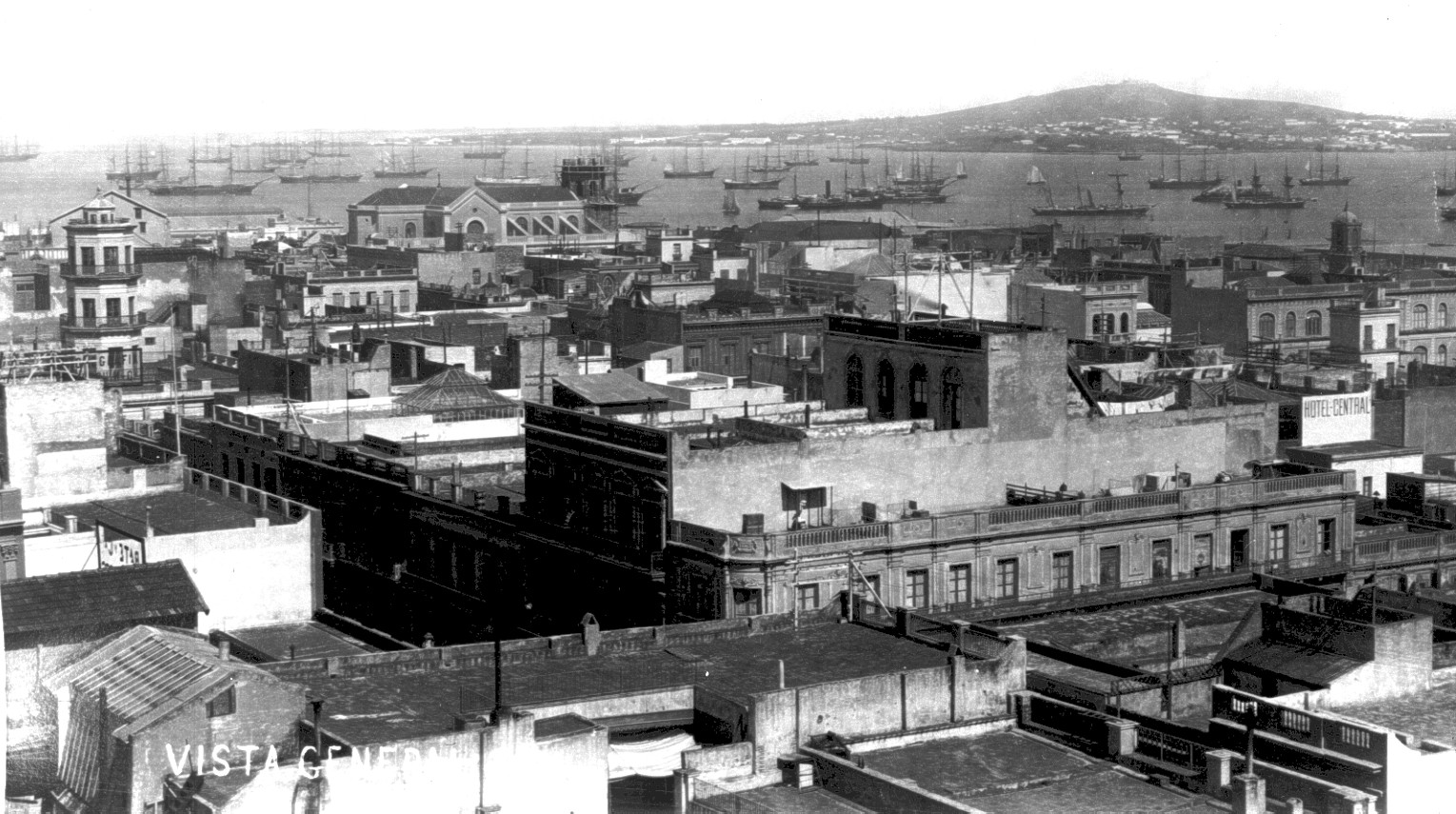
Cerro de Montevideo desde la ciudad, en 1865.

Desde 1849, tras aplastar el imperio del Brasil a la República Riograndense, al concluir la guerra de los Farrapos —del portugués «guerra de los Harapientos»— arreciaron las incursiones y ataques brasileños sobre el territorio uruguayo.
En 1851, el gobernador de la provincia de Entre Ríos, Argentina, Justo José de Urquiza, forma una coalición con Brasil y el Gobierno de la Defensa e invadió el territorio uruguayo. Simultáneamente se produjo una nueva invasión brasileña. El cansancio generado por la larga guerra provocó la rápida rendición del gobierno del Cerrito y la firma de la paz, el 8 de octubre de 1851. Como resultado del tratado de paz firmado en 1852, Uruguay reconocía la soberanía brasileña sobre las Misiones Orientales —ya ocupada en los hechos por el Imperio de Brasil— más una franja adicional, entre los ríos Cuareim e Ibicuy.

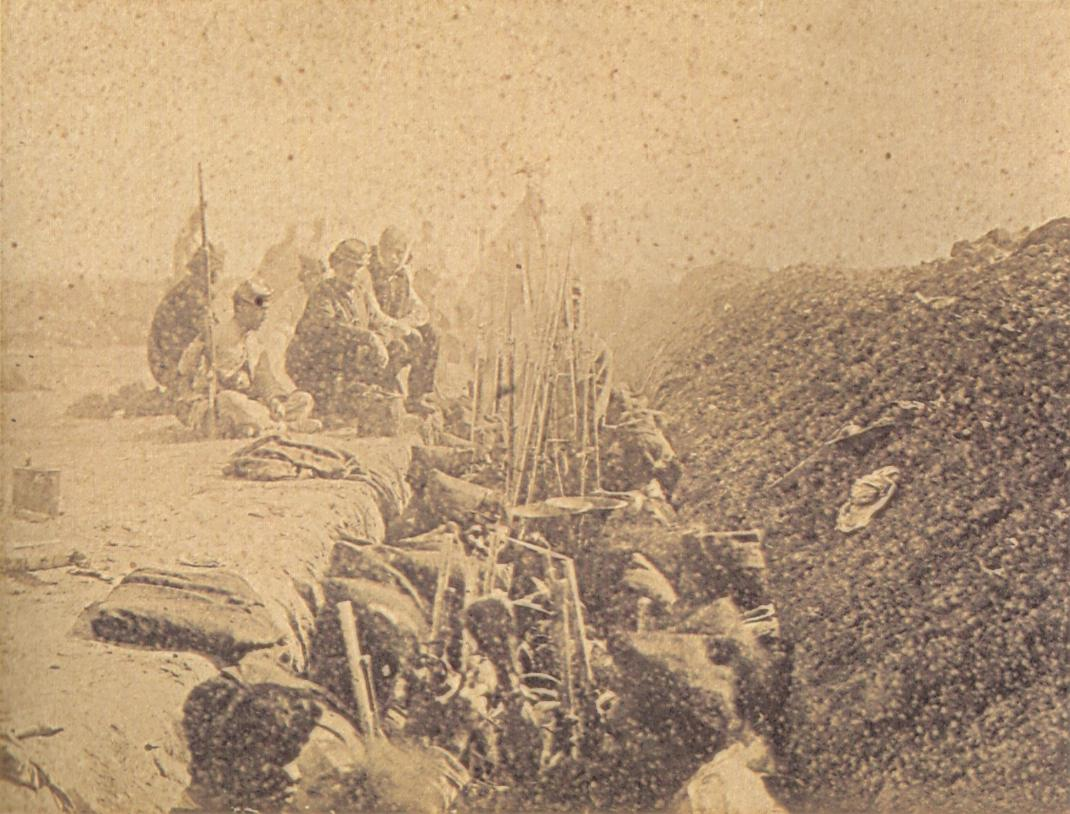
Tropas uruguayas en trincheras en la Batalla de Tuyutí en 1866, durante la guerra de la Triple Alianza

Al finalizar la Guerra Grande el país queda en un complicado escenario: totalmente endeudado con decrecimiento de población, destrucción de la mayoría del ganado (principal fuente de ingresos del país).
Muchos responsabilizaron a los bandos políticos por la debilidad interna y propusieron una política de fusión para eliminar las divisas, llegando en 1857 el presidente Gabriel Pereira a prohibir la reorganización de los partidos políticos.

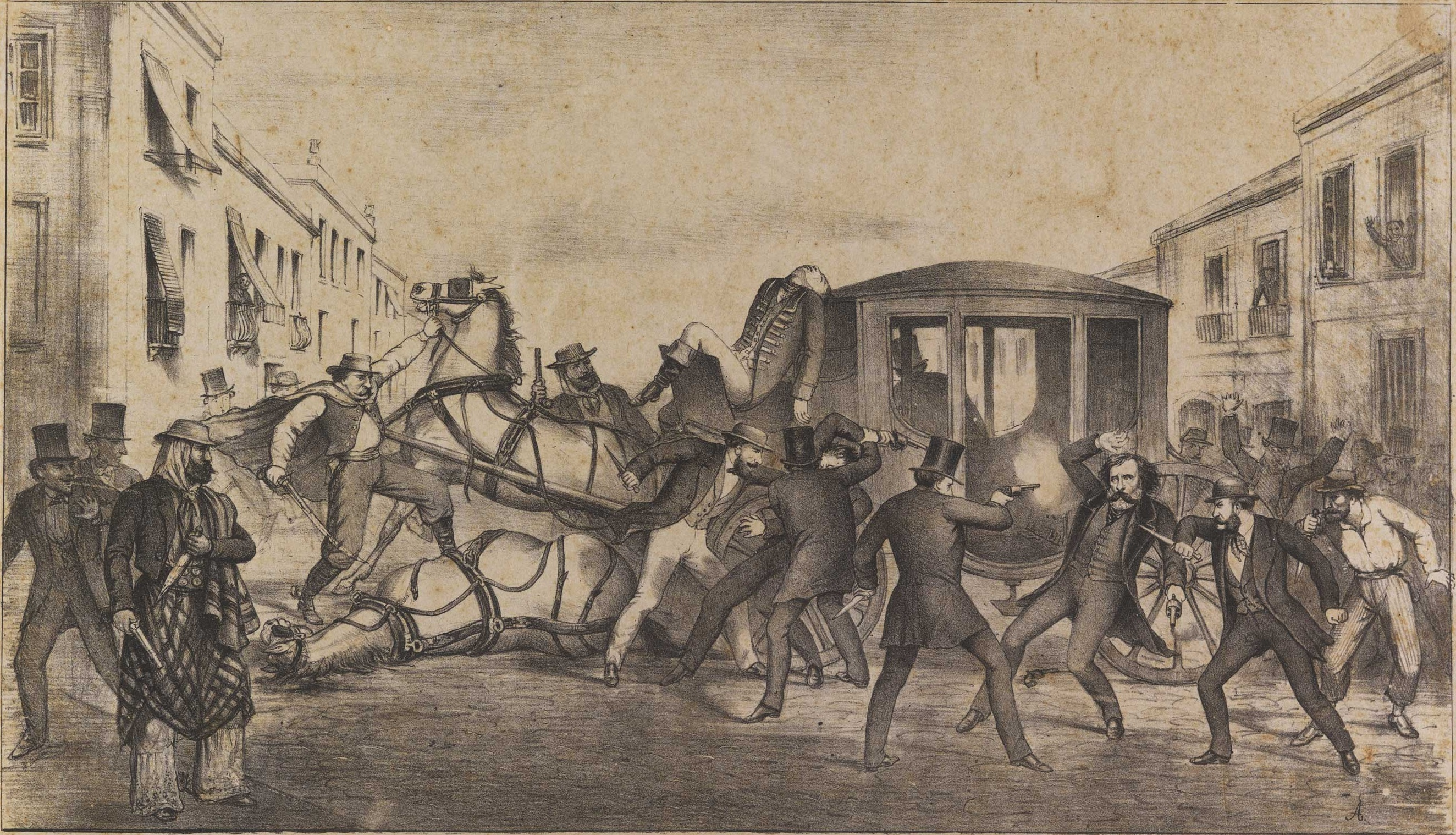
Asesinato del General Venancio Flores, en las calles de Montevideo a cabo el día 19 de febrero de 1868.

Al llegar en 1860 a la presidencia Bernardo Berro, a pesar de ser blanco, se inclinó hacia la política de fusión. Intentó implantar una política de neutralidad con Argentina, puesto que opinaba que Uruguay no se debía entrometer en asuntos externos.
Venancio Flores, el principal caudillo uruguayo en ese momento, se alió con los gobiernos de Brasil y Argentina e invadió el territorio uruguayo. Tras una breve, pero violenta guerra, accedió al poder en 1865. Flores pagó el apoyo brasilero y argentino uniéndose con ellos contra el Paraguay, en la guerra de la Triple Alianza (1864-1870).
Flores fue asesinado en 1868, siendo sucedido por Lorenzo Batlle. En su período de gobierno, lo más destacado fueron las crisis económicas y políticas. Entre estas últimas se destacó la «Revolución de las Lanzas», comandada por Timoteo Aparicio. Este período (1868) se caracterizó por gobiernos débiles, siendo presidentes: Lorenzo Batlle (1868-1872), José Ellauri (1872-1875) y Pedro Varela (1875).

## Modernización
La modernización es un concepto que engloba el período de militarismo que comienza en 1876, acontece en el marco internacional de la Segunda Revolución Industrial y primera globalización y en el marco local tras un caos político presidido por la Revolución de las Lanzas de Timoteo Aparicio, y finaliza en el siglo XX con las reformas impulsadas por José Batlle y Ordóñez.

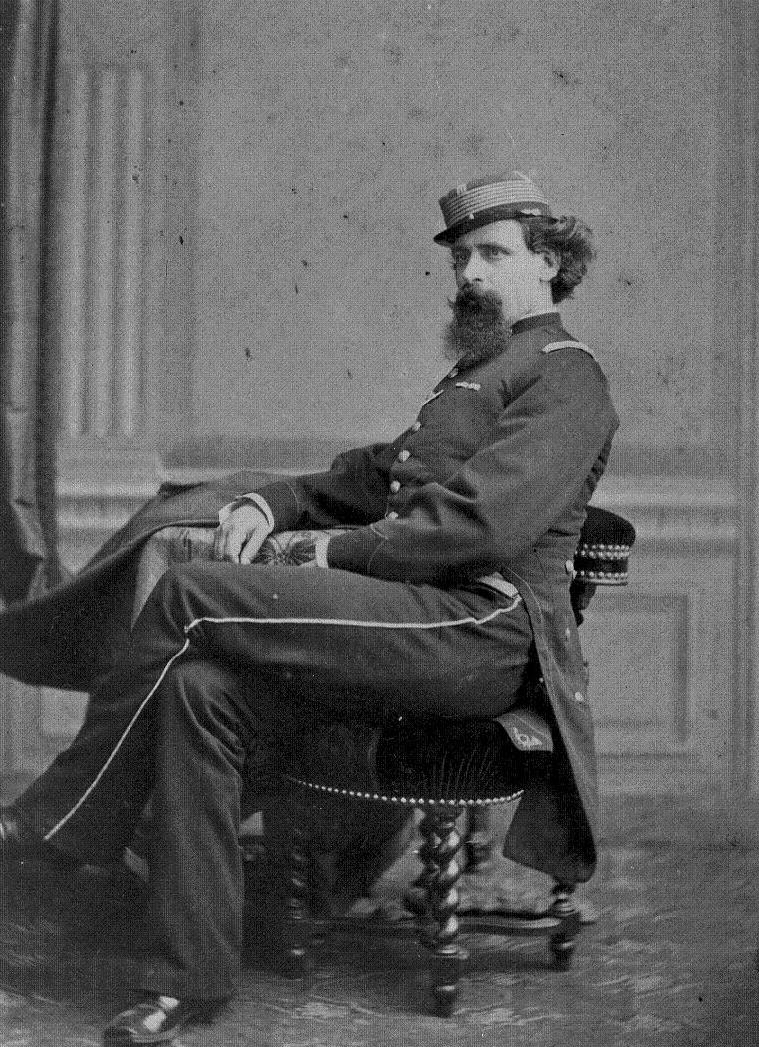
Lorenzo Latorre hacia 1875.

El 10 de marzo de 1876 se efectuó una amplia reunión de comerciantes, hacendados y extranjeros residentes que ante la acefalia en el poder y las graves crisis que enfrentaba el país, debido en gran parte a la inoperancia de los gobiernos democráticos decidieron ofrecerle el poder al Ministro de Guerra Coronel Lorenzo Latorre. Este aceptó y tomó el poder como "gobernador provisorio".
Los objetivos principales del régimen latorrista fueron el logro de la paz interna, el orden (en la campaña, sobre todo) y la afirmación del derecho a la propiedad privada.
El militarismo significó desde el ángulo político, la sustitución de las banderías tradicionales (blancos y colorados), por el gobierno de los grupos de presión más fuertes en lo económico, aliados al grupo de presión más fuerte en el poder real y coactivo: el ejército. La inoperancia, la debilidad y el tono artificial que había asumido paulatinamente la superestructura política de la República, se tradujo pues en una asunción del poder casi directa por parte del alto comercio, la clase alta rural y los inversionistas extranjeros. Latorre se basó en los progresos técnicos de la época, para consolidar la estabilidad política del país.
Los fusiles Mauser y Remington le dieron al ejército un poder incontrastable e inalcanzable para los revolucionarios por su costo. La importancia del telégrafo radica en la velocidad para transmitir información hasta los lugares más alejados de la capital. El ferrocarril permitió el rápido traslado de tropas, para sofocar las revoluciones.
También produjo una modernización del aparato jurídico sustituyendo a los alcaldes por jueces letrados departamentales. Simultáneamente se aprobaron los Códigos de Procedimiento Civil e Instrucción Criminal en 1878, así como el Código Rural y la creación del Registro de Embargos e Interdicciones. En 1879 se aprobó la Ley de Registro de Estado Civil, con la cual pasó a manos del Estado una función realizada hasta el momento por la Iglesia. Los juzgados de Paz, comenzaron a llevar cuatro registros: de nacimientos, de defunciones, de matrimonios y de reconocimientos y legitimaciones.
En materia económica y para mejorar las condiciones del campo, Latorre se cercioró de la consolidación del derecho de propiedad privada (Latifundios) mediante el Código Rural de 1879, que establecía la medianería obligatoria, lo que le dio un enorme impulso al cercamiento de los campos. Estableció la Oficina General de Marcas y Señales en la que debía solicitarse las marcas de ganado para evitar repeticiones y fraudes y asegurar la propiedad del ganado. Otra medida que se implantó como ayuda para consolidar el orden interno en la campaña, fue la autorización dada a los grandes propietarios para establecer policía particular a cargo del comisario.

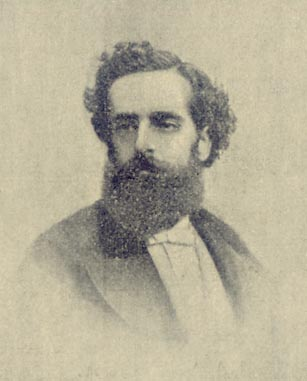
José Pedro Varela

El alambre consolidó el régimen vigente de la propiedad de la tierra. En segundo término, eliminó al minifundista ganadero y provocó la primera desocupación en el país al eliminar el trabajo de muchos peones, agregados y puesteros. Esto provocó su concentración en los suburbios de los poblados, de ciudades del interior y en Montevideo, dando origen a lo que se empezó a conocer como «rancheríos».
Una de las reformas más importantes durante el gobierno del Coronel Latorre fue la educativa, impulsada por José Pedro Varela quien se encontraba a la vanguardia en materia de las nuevas corrientes pedagógicas.

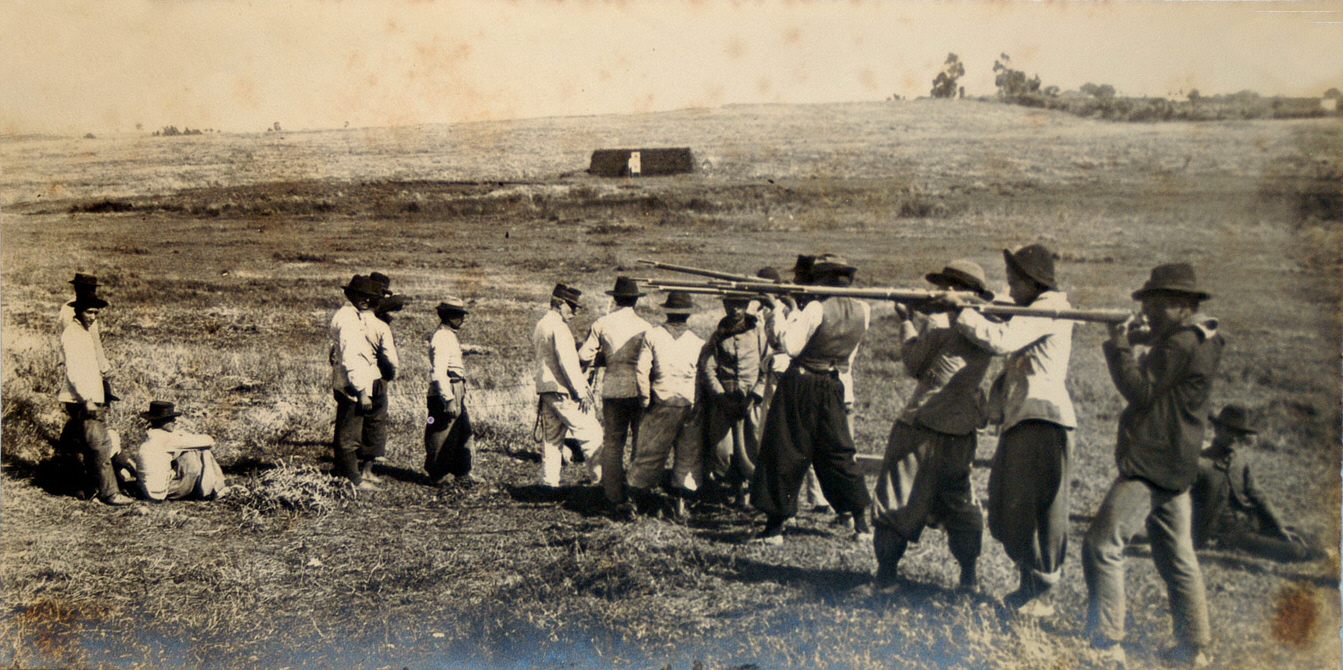
Soldados blancos durante la Revolución de 1897.

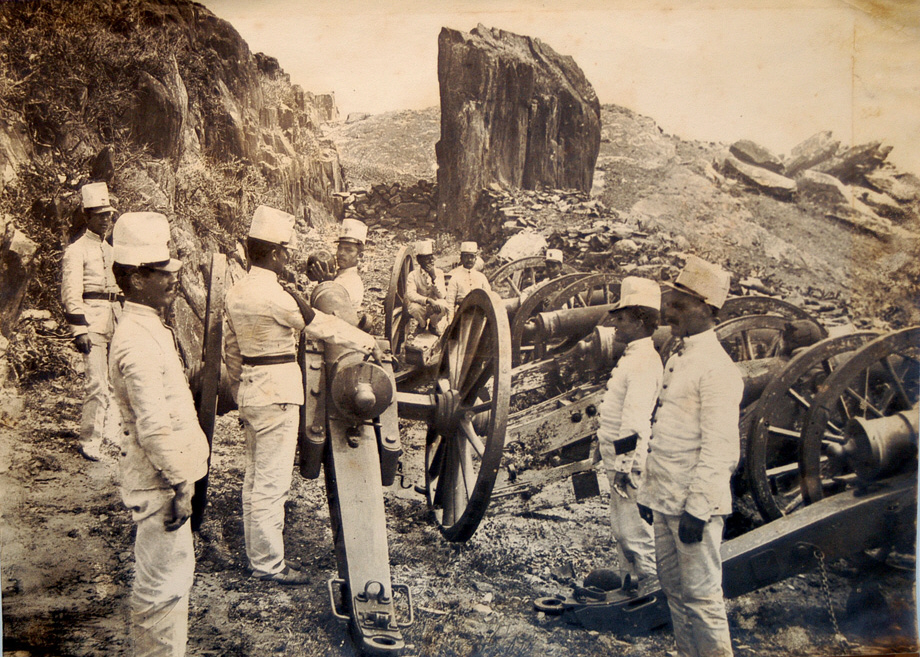
Unidad de artillería del gobierno durante la Revolución de 1904.

Latorre abrió cauce a la efectivización de los proyectos varelianos, una situación que señala el historiador Enrique Méndez Vives en «El Uruguay de la Modernización» como paradojal, habida cuenta de las características del régimen. Varela entendió que lo importante era llevar a cabo la reforma educativa, que contribuiría a la eliminación de gobiernos semejantes en el futuro. La escuela es la base de la República; la educación, la condición indispensable de la ciudadanía. Todas las grandes necesidades de la democracia, todas las exigencias de la República, sólo tienen un medio posible de realización: educar; educar; siempre educar....
El decreto ley de la Enseñanza Común fue aprobado el 24 de agosto de 1877. Estableció tres principios básicos, que hasta hoy siguen presentes. La educación ha de ser: gratuita, obligatoria y laica. Los dos primeros principios pudieron ser llevados a cabo sin grandes dificultades. El freno estuvo en el aspecto de la laicidad. Entonces Varela propuso, como transición, que el catolicismo fuera enseñado a los alumnos cuyos padres así lo solicitaran.
Más que reformar, Varela creó un sistema educativo. Dio contenidos científicos a los programas de estudio; seleccionó personal docente dando amplia participación a la mujer; implantó la descentralización administrativa, procurando la participación popular en el mejoramiento de la escuela pública.
Latorre no desarrolló un gobierno a favor de la clase militar, pero tuvo importantes cantidades de autoritarismo lo que ayudó para forjar un Poder Central capaz de encarrilar al país en las normas necesarias para el desarrollo de una economía moderna. Defensa de la propiedad privada de la tierra y del ganado, establecimiento del patrón oro, reanudación del pago de la deuda pública; pero también, modernización técnica y administrativa del Estado.

## La Suiza de América

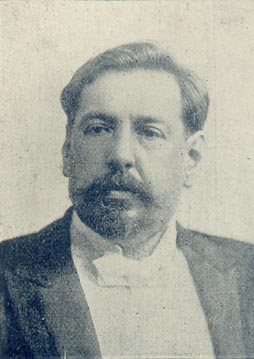
José Batlle y Ordóñez hacia 1900.

A finales del siglo XIX el país había completado su organización y durante la etapa batllista consolidó su democracia y alcanzó altos niveles de bienestar, equiparables a los europeos. Debido a esto, Uruguay comenzó a ser conocido como «la Suiza de América».
La mayor parte del esfuerzo del primer mandato de José Batlle y Ordóñez se destinó en asuntos políticos que incluyeron los levantamientos de 1903 y 1904, protagonizados por Aparicio Saravia y el Partido Nacional. De esta manera se pudo consolidar definitivamente la autoridad del poder central en toda la República. Poco, fue el tiempo que quedó para la realización de la obra económica y social.
En el plano económico se destaca: la erogación de 3 millones de pesos, con destino a la construcción y mejora de caminos de la campaña. Se intentó favorecer el surgimiento de la industria nacional y disminuir la dependencia del exterior por la importación de azúcares a través de una ley en la que se otorgaban varias primas anuales y semillas seleccionadas. Se ampliaron también, las obras de la usina de Luz Eléctrica. En el plano financiero, existió el deseo por parte del Ejecutivo de lograr una paulatina independencia del financiamiento británico. En el plano educativo, en 1903 se creó la Facultad de Comercio (futura de Ciencias Económicas) y en marzo de 1907 la Facultad de Veterinaria y Agronomía. Se trataba de tecnificar el comercio y el agro desviando a los hijos de estancieros de las tradicionales carreras de abogado y médico. Se proyectó la instalación de diez liceos departamentales, procurando otorgar en el interior de la República elementos de cultura superior a la de la enseñanza primaria.
En el plano político, la tarea fue absorbida por los levantamientos armados producidos por la política exclusivista de partido desarrollada por Batlle y la negativa del Partido Nacional a seguir aceptando su continua marginación del gobierno. Firmada en 1904 la Paz de Aceguá, las consecuencias de la revuelta fueron: A) La consolidación de la unidad del Estado. El triunfo colorado implicó la finalización de la política de coparticipación en los gobiernos departamentales. B) Gobierno excluyente de partido y C) La Reforma Electoral.
Con la asunción de Claudio Williman se continuó con un gobierno batllista. El 25 de agosto de 1909 se produjo la inauguración del puerto de Montevideo que estaría al servicio público y el Estado se reservaba la administración portuaria. El país contaba desde este momento con un medio que le permitiría competir con Buenos Aires en relación con el tráfico de ultramar.
Durante la segunda presidencia de Batlle y Ordóñez hubo importantes aportes a los derechos laborales de los trabajadores. Se prohibía el trabajo de menores de 13 años, se restringía la jornada a los menores de 19; la mujer dispondría de 40 días de descanso en el período de embarazo, el descanso obligatorio era de un día cada siete y un máximo de 48 horas semanales de trabajo. Se estableció la jornada de trabajo en 8 horas. También se creó una ley de pago de indemnizaciones por accidentes de trabajo. Se aprobó una pensión a la vejez que podían utilizar todas las personas mayores de 65 años y de cualquier edad en caso de invalidez absoluta, que se encontrara en la indigencia. Se estableció la indemnización por despido que dependía de la cantidad de años trabajados.
En lo que se refiere a la actividad económica del Estado (estatización y nacionalización). El principio ideológico era que los servicios públicos esenciales debían estar en manos del Estado, puesto que éste era el organismo representativo de la sociedad, es decir, de todas las clases sociales, y estaba por encima de sus disputas; el Estado debía intervenir allí, donde el capital privado fuera indeciso o temiera perder dinero, porque no estaba guiado por el afán de lucro sino de servicio público; el Estado debía sustituir a las empresas extranjeras que se llevaban la ganancia fuera de fronteras debilitando así el país.
Fue así que se produjo la estatización del Banco de la República Oriental del Uruguay, 1911 y 1913, la del Banco Hipotecario del Uruguay, en 1912, y la de los seguros, que pasaron de manos privadas a manos estatales con la creación en 1911 del Banco de Seguros del Estado. Se creó a su vez, en 1915 la Administración de Ferrocarriles del Estado y se produjo la secularización de actos públicos.
Como jefe del ejecutivo aseguró la unidad nacional acabando con diversas rebeliones departamentales, estableció la jornada laboral de ocho horas, la indemnización laboral y promulgó la primera ley del divorcio en Latinoamérica, que reconocía los derechos de las mujeres; también creó institutos de enseñanza media en todas las ciudades departamentales. Durante su presidencia, se crearon empresas públicas que competían con las privadas, proporcionando servicios más baratos.
Durante su segundo mandato, sentó las bases para la futura reforma constitucional. Es decir, que produjo en todos los ámbitos la modernización del Estado. Su filosofía, aún sigue presente en la mentalidad de los uruguayos, independientemente de partidos políticos.

### La era de la exportación
| AÑOS | Alemania | Bélgica | Francia | Brasil | Argentina | Otros países |
| ---- | -------- | ------- | ------- | ------ | --------- | ------------ |
| 1900 | 10 %     | 18 %    | 16 %    | 26 %   | 10 %      | 31 %         |
| 1901 | 12 %     | 15 %    | 18 %    | 16 %   | 16 %      | 24 %         |
| 1902 | 11 %     | 14 %    | 14 %    | 14 %   | 19 %      | 28 %         |
| 1903 | 13 %     | 17 %    | 16 %    | 14 %   | 17 %      | 23 %         |
| 1904 | 13 %     | 18 %    | 17 %    | 13 %   | 17 %      | 22 %         |
| 1905 | 11 %     | 20 %    | 18 %    | 10 %   | 19 %      | 22 %         |
| 1906 | 13 %     | 14 %    | 22 %    | 10 %   | 18 %      | 23 %         |
| 1907 | 13 %     | 16 %    | 18 %    | 8 %    | 21 %      | 24 %         |
| 1908 | 14 %     | 15 %    | 19 %    | 9 %    | 20 %      | 23 %         |
| 1909 | 15 %     | 14 %    | 20 %    | 9 %    | 18 %      | 24 %         |
| 1910 | 10 %     | 19 %    | 22 %    | 10 %   | 14 %      | 25 %         |
| 1911 | 16 %     | 17 %    | 23 %    | 8 %    | 11 %      | 25 %         |
| 1912 | 16 %     | 16 %    | 17 %    | 7 %    | 14 %      | 30 %         |
| 1913 | 19 %     | 12 %    | 17 %    | 7 %    | 15 %      | 29 %         |
| 1914 | 10 %     | 10 %    | 15 %    | 3 %    | 14 %      | 48 %         |
| 1915 | 0 %      | 0 %     | 24 %    | 1 %    | 12 %      | 62 %         |
| 1916 | 78%      | 0 %     | 17 %    | 2 %    | 16 %      | 66 %         |
| 1917 | 8%       | 0 %     | 15 %    | 1 %    | 13 %      | 72 %         |
| 1918 | 0 %      | 0 %     | 17 %    | 4 %    | 8 %       | 71 %         |

Datos extraídos de Reino Unido, Statistical Abstract of Principal and other Foreign countries (1900-1918).
A finales del siglo XIX, el motor del crecimiento de Uruguay, como de muchos otros países de América Latina, fueron las exportaciones. La diferencia fundamental de Uruguay con los demás, es que no depende excesivamente de un único país comprador.
En torno al cambio de siglo (1900) los principales bienes que exportaba Uruguay fueron la lana con un 42% del porcentaje total y en segundo lugar la carne congelada con un 24 %. Sólo con estos dos bienes Uruguay alcanzaba el 66 % de las exportaciones, dándole especial importancia al sector agrícola. Estos productos se dirigieron especialmente a tres mercados que fueron Bélgica, Francia y Argentina. Al concentrar en ellos el 70 % de la exportación total. Con la Primera Guerra Mundial, durante la cual Uruguay fue neutral, las exportaciones a estos tres países bajaron y cogieron más peso los denominados otros países. Cabe destacar que en el año 1912 las exportaciones respecto a otros países eran de 30 % y al cabo de 5 años pasan a ser de 70 %.

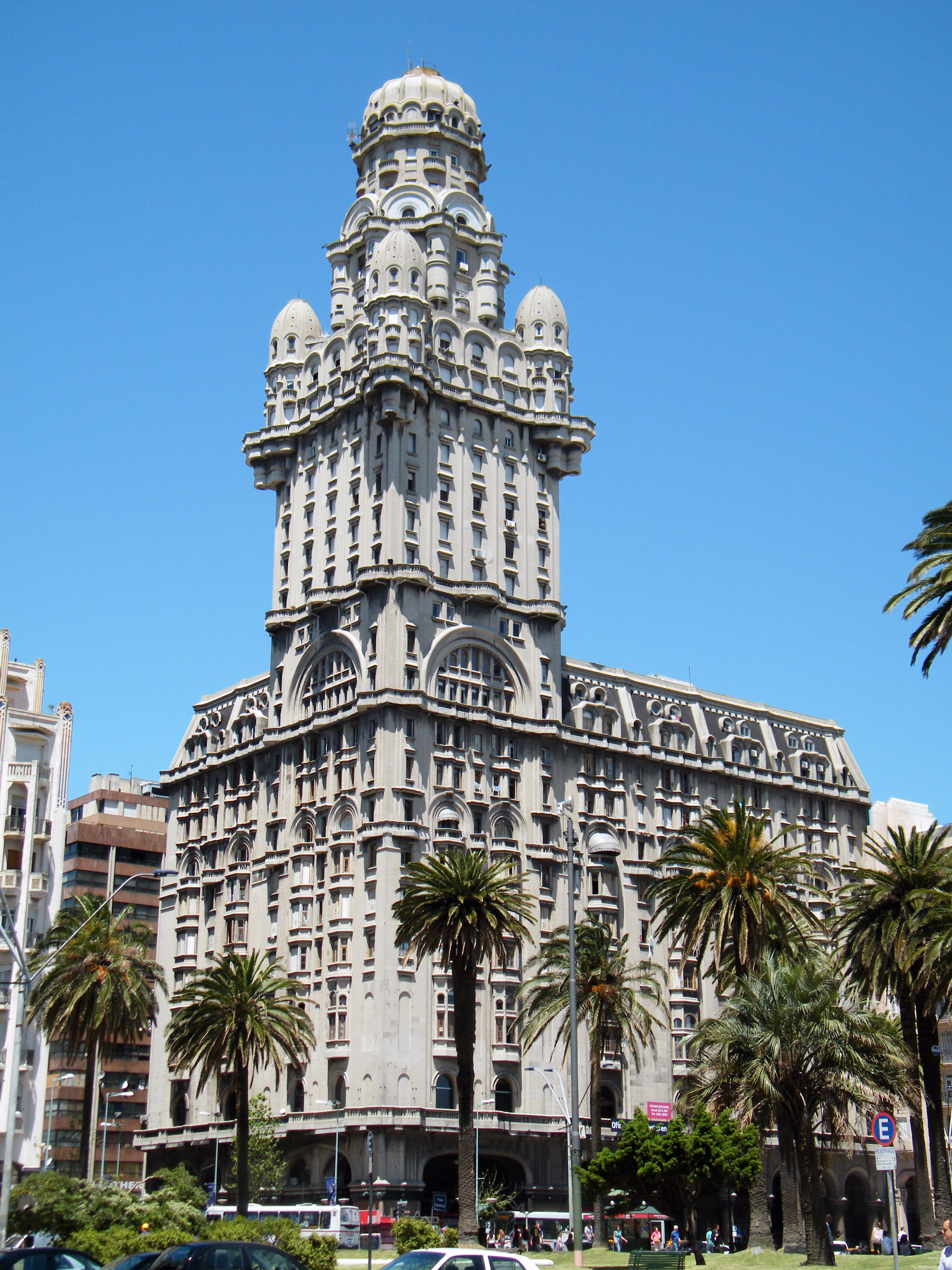
El Palacio Salvo fue el edificio más alto de América Latina entre 1928 y 1935.

El hecho que su mercado de exportaciones fuese más amplio, fue una ventaja para la economía uruguaya puesto que no dependía estrictamente de pocos países, que importaban sus productos, y no era vulnerable a los cambios de demanda de estos mercados. Esto significa, que la economía uruguaya concentraba todos sus esfuerzos e inversiones en la producción de estos dos productos primarios, que se exportaban con cierto éxito puesto que escaseaban en países, sobre todo europeos, que se dedicaban a la producción de productos manufacturados. La ganadería uruguaya adquirió un mayor peso en la economía del país, debido a los adelantos tecnológicos de la época. Se introdujeron nuevos métodos que aumentaron la productividad de los ganados, como el método de la cría, puesto que, en términos de extensión de tierra, esta era menor respecto a la vecina Argentina, que era uno de los mayores países exportadores de carne también. Aunque el producto estrella de la economía uruguaya fuera la lana (46 %), la exportación de carne aumentó gracias a la utilización de frigoríficos, que permitían conservar mejor la carne, y a las mejoras en las técnicas de navegación y transporte que ayudaron los desplazamientos a larga distancia.
Las nuevas características de producción conllevaron un cambio radical en las estructuras agrícolas, dejando paso a explotaciones capitalistas orientadas al mercado, y no al simple consumo interno, pero la organización de la tierra no produjo un desarrollo económico duradero en el país. Los grandes ganaderos estaban sometidos a los intereses de capitalistas extranjeros, británicos entre muchos, que tuvieron un fuerte control sobre la producción. En el caso particular de Uruguay se habla de un crecimiento extensivo, en el que se aumentó la utilización de tierra y se incorporó más mano de obra sin ocuparse de buscar alternativas a la falta de recursos naturales, como consecuencia de la explotación de la tierra.

## Primera dictadura delsigloXX

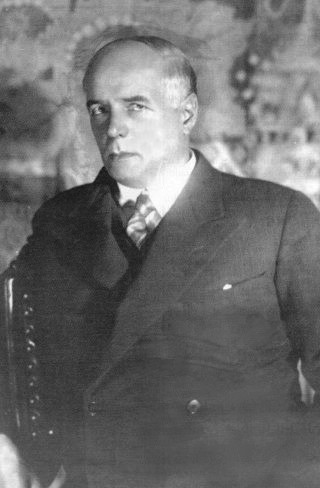
Gabriel Terra

Gabriel Terra, presidente el 1 de marzo de 1931, se opuso desde un principio a la constitución de 1917. El 31 de marzo de 1933, con apoyo de la Policía, dirigida por su cuñado, Alfredo Baldomir y el sector mayoritario del Partido Nacional, dirigido por Luis Alberto de Herrera, dio un golpe de Estado, conocido como Dictadura de Terra, por el que se disolvió el Parlamento y se censuró la prensa. El Ejército, por su parte, no intervino en la ejecución del golpe, manteniendo su neutralidad, a pesar de que acató el ordenamiento del presidente Terra. 
Instauró un gobierno de carácter conservador, autoritario y antiliberal al que se opusieron el batllismo, nacionalistas independientes (sector del Partido Nacional), socialistas y comunistas. En 1934 hizo promulgar una nueva constitución de carácter presidencialista que tuvo vigencia plena hasta 1942. Fue elegido presidente nuevamente en aquel año, y desempeñó el mando hasta el 19 de junio de 1938.
Durante su mandato se desarrolló una política industrializadora de sustitución de importaciones y se realizaron obras públicas de importancia como la represa de Rincón del Bonete, inaugurada en 1937. Rompió relaciones diplomáticas con la Unión Soviética en 1935 y reconoció al gobierno de Francisco Franco en 1936.
Salió airoso de un atentado contra su vida en junio de 1935 y pudo igualmente sofocar un levantamiento armado contra su gobierno, ocurrido en el mismo año.

## Segunda Guerra Mundial

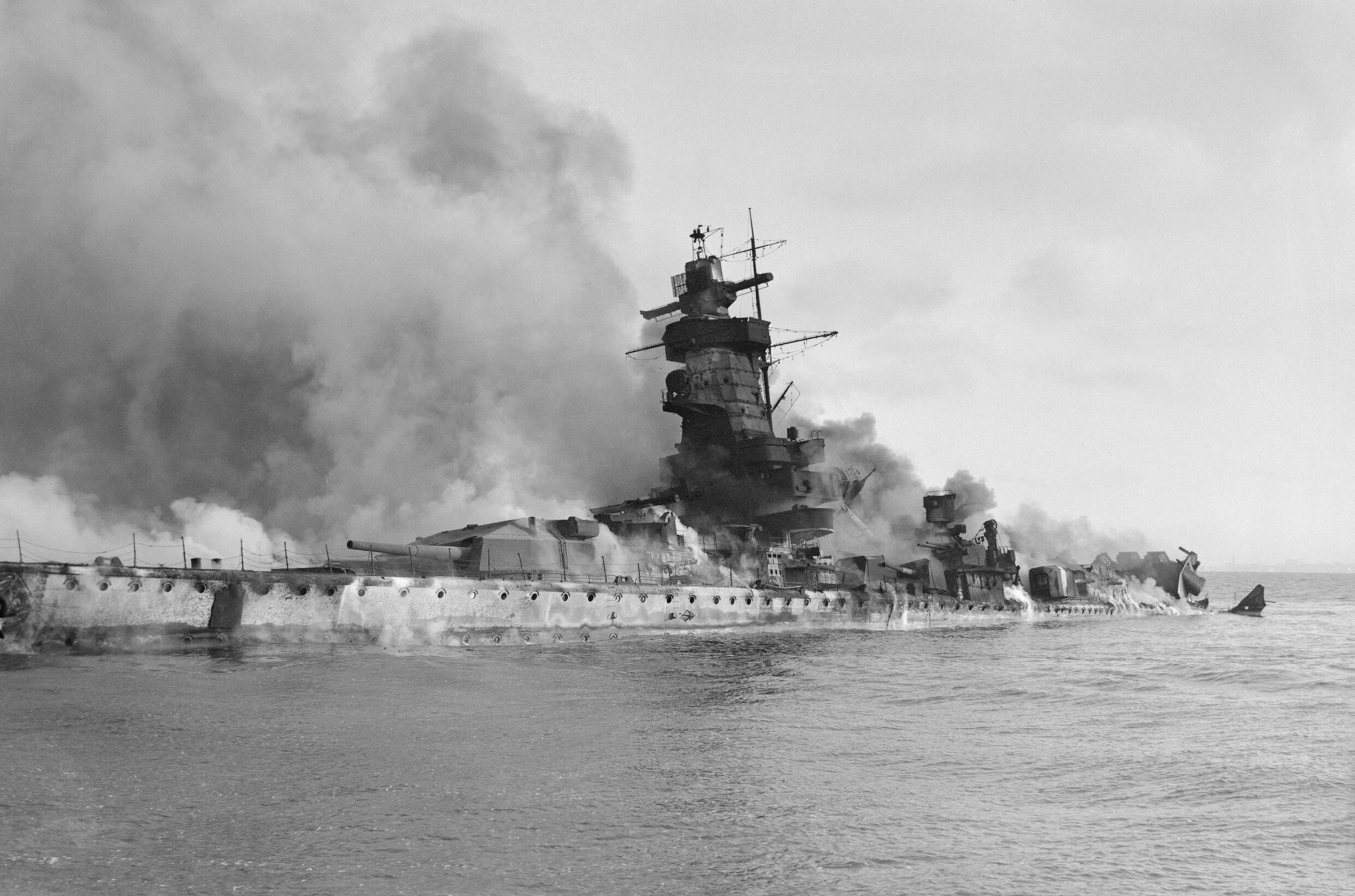
El hundimiento del crucero alemán Admiral Graf Spee es el suceso más conocido de Uruguay en la Segunda Guerra Mundial.

Durante el período entre 1940-1945 que fue el año en que Uruguay entró en la Segunda Guerra Mundial, la economía dependía excesivamente del capital extranjero. Uno de los problemas de Uruguay fue que dependía en un 100 % de la energía que provenía del exterior y por ello la mayor parte de los beneficios que se obtenían volvían a salir sin dar beneficio alguno al país. Por ello, el crecimiento y la evolución de Uruguay se vieron muy mermados, ya que la salida del capital no ayudaba a la inversión nacional.
El 21 de febrero de 1945, tras una resolución de la Asamblea General, el Poder Ejecutivo declaró la guerra a Alemania y Japón. La rendición alemana se produjo el 7 de mayo de 1945. La guerra finalizó el 1 de septiembre de 1945 con la rendición de Japón. Tras el final de la guerra, se convirtió en miembro fundador de las Naciones Unidas.

## Deterioro económico

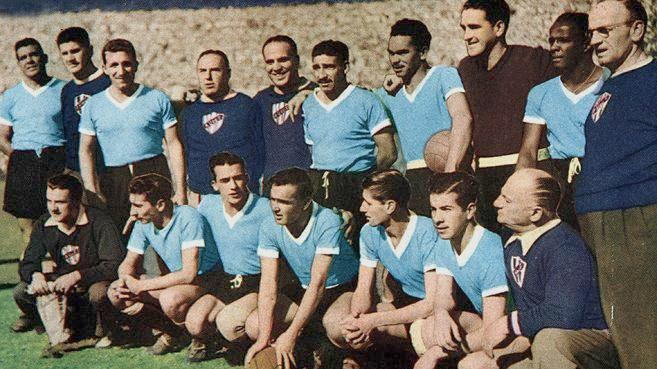
Jugadores de la selección de fútbol de Uruguay campeona de la Copa Mundial de Fútbol de 1950 tras la victoria conocida como Maracanazo.

El proceso de sustitución de importaciones desarrollado desde mediados de la década del treinta mantuvo ciertas garantías de crecimiento en virtud de la mejora del consumo interno y el alza de las exportaciones hacia Europa y Estados Unidos, a causa de la Segunda Guerra Mundial, manteniéndose esta bonanza económica hasta entrada la década del cincuenta a consecuencia de la guerra de Corea (1950-1953). 
Fruto de la dependencia del capital extranjero, este proceso industrializador encontró un escollo esencial en su desarrollo. En este sentido, uno de los problemas de Uruguay fue que dependía en un 100% de la energía que provenía del exterior y por ello la mayor parte de los beneficios que se obtenían volvían a salir sin dar rentabilidad a la industria nacional. Por ello, el crecimiento y la evolución de Uruguay se vieron muy mermados, puesto que la salida del capital no ayudaba a la inversión nacional.
Hacia 1955, producto de un desarrollo económico inarmónico y altamente dependiente, basado en el beneficio de un reducido grupo social que detentaba los resortes de la producción (básicamente ganadería extensiva y latifundista), la distribución (el complejo frigorífico) y una escasa y poco especializada industria que se basaba en la explotación de amplios sectores de obreros y asalariados, se inició una crisis económica que afectó también a las instituciones públicas. La depreciación de la moneda nacional, la dependencia de los precios internacionales, el pobre desarrollo del mercado interno, el clientelismo político y el peso de una burocracia político-estatal entremezclada y comprometida con los grupos dominantes, terminó con la "Suiza de América" que fue producto de una situación circunstancial en la que el país sobrevivió sobre el ingreso de divisas provenientes de la exportación de comestibles durante el período de la segunda guerra y los años sub-siguientes. Ya establecida esa crisis del modelo dependiente y débilmente desarrollado, durante la década de 1960 hubo un proceso de gran deterioro económico y por lo tanto social con un notable aumento de la conflictividad y de la búsqueda de alternativas por parte del movimiento social, que también incluyó la lucha armada, propuesta determinada por uno de los movimientos generados durante el período. Esta estuvo protagonizada por la guerrilla urbana que llevaron adelante grupos de extrema izquierda, entre los cuales destacan los Tupamaros, y fuerzas de extrema derecha, como el Escuadrón de la muerte[cita requerida] y la Juventud Uruguaya de Pie (JUP).
Las Fuerzas Armadas, alentadas por el discurso y la acción propagandística y aún legislativa de algunos sectores de los partidos tradicionales, que profundizaron el enfrentamiento del modelo conservador contra las propuestas populares y ya desarrollada la primera unidad del movimiento popular (CNT - Convención Nacional del Trabajadores) y de la izquierda política (Frente Amplio) promovidas por la propuesta de los más tradicionales partidos de la izquierda y algunos sectores progresistas de los partidos tradicionales fueron asumiendo gradualmente un nuevo protagonismo. Como respuesta ante la crisis social, económica y política que vivía el país, y el vaciamiento autopromovido de la institucionalidad, se dio un Golpe de Estado cívico-militar, encabezado por el presidente de la República, Juan María Bordaberry y apoyados por los Estados Unidos.[¿cuándo?]

## Los gobiernos blancos

### Las elecciones de 1958
En 1958, el Partido Nacional ganó las elecciones, despojando del poder al Partido Colorado, que gobernaba desde hacía 93 años.
Así llegaba a su fin el denominado neobatllismo, o sea, un segundo batllismo, cuya principal figura era Luis Batlle Berres, líder colorado sobrino de José Batlle y Ordóñez, y que había intentado impulsar la industria nacional.
En esta primera victoria del Partido Nacional el sector más votado dentro de este partido fue el herrero-ruralismo, cuyos dirigentes eran Luis Alberto de Herrera (caudillo blanco y una de las principales figuras políticas del siglo XX) y Benito Nardone, dirigente ruralista que, apodado como Chico-Tazo, se había hecho muy popular en el Interior del país con sus alocuciones radiales de corte populista, y que decidido a entrar en la política, se había aliado con los blancos. El otro sector (que triunfaría cuatro años después) era la UBD (Unión Blanca Democrática), que representaba lo urbano. De esta forma el Consejo Nacional de Gobierno (recordar que desde 1952 el Uruguay adoptó un Poder Ejecutivo colegiado, donde el poder era ejercido por un consejo de nueve personas, seis del lema más votado, tres del que lo seguía) quedó integrado por Martín R. Echegoyen, Eduardo Víctor Haedo, Justo Alonso (herreristas), Benito Nardone, Faustino Harrison, Pedro Zabalza Arrospide (ruralistas), y los colorados César Batlle Pacheco, Ledo Arroyo Torres y Manuel Rodríguez Correa.
En estas elecciones, los blancos triunfaron con el 49,7 por ciento de los votos, lo que representa 499 425 ciudadanos, y los colorados obtuvieron un 37,7 por ciento, lo que equivale a 379 062 sufragios.
Sin embargo, el cambio de mando de un partido político a otro estuvo signado por la intranquilidad. Como ejemplo se puede hablar del relato de Líber Seregni, líder político que por ese entonces era coronel, al periodista Alfonso Lessa, en el que cuenta que algún militar colorado le propuso a Luis Batlle Berres no entregar el poder, y este respondió echándolo «a patadas en el culo» (así se expresó el testigo).

### Primer gobierno blanco
El primer año de gobierno blanco fue bastante complicado.
En abril de 1959 se desataron graves inundaciones en los departamentos del litoral y del centro del país. El gobierno aplicó Medidas Prontas de Seguridad entre el 15 de abril y el 23 de junio. Tuvo que racionarse el consumo de energía, se creó una Comisión Pro-Damnificados, para obtener recursos se lanzó un Empréstito Patriótico y se modificaron los horarios laborales. Las consecuencias fueron catastróficas: se calcularon 41.000 personas desplazadas, además de pérdidas económcias y materiales millonarias.
Además, en poco tiempo la alianza entre el herrerismo y el ruralismo se quebró, y comenzaron los ataques entre un sector y otro. El 8 de abril de 1959 falleció Luis Alberto de Herrera.
Los blancos habían llegado al poder con la promesa de desmantelar el modelo neobatllista, caracterizado por la intervención del Estado y numerosos subsidios, además del tipo de cambio múltiple (esto significaba que el dólar tenía distinto valor dependiendo de la actividad de quien comprara o vendiera). En este sentido, los blancos implementaron una política económica que apuntaba a liberar la economía. El 17 de diciembre de 1959, fue aprobada la reforma cambiaria del ministro de Hacienda Juan Eduardo Azzini, en la que, entre otras cosas, se eliminaba el poder del Estado de fijar los tipos de cambio (a partir de ese momento el valor de las monedas sería fijado por la oferta y demanda), se sustituía el tipo de cambio múltiple por aranceles aduaneros y nuevos subsidios, y se devaluó la moneda, que pasó de 4,11 pesos por dólar a 11 pesos. Como producto de esta reforma, que significaba un duro golpe al Estado benefactor (o al menos esa era la percepción de la opinión pública de la época), se disparó la conflictividad social y en 1961 apareció la CTU (Central de Trabajadores del Uruguay). El resultado inmediato de la reforma fue una inflación del 49 por ciento, producto de la devaluación, pero en los siguientes dos años, fue moderada.
En materia de política internacional, Uruguay confirmó ser un país influenciado por Estados Unidos. Por ejemplo, en Punta del Este se llevaron a cabo las reuniones que crearon la Alianza para el Progreso, y en 1961 Uruguay declaró personas no gratas al embajador cubano y al primer secretario de la embajada de la URSS, y el año siguiente, nuevamente en Punta del Este, se realizó la VIII Reunión de Consulta de Cancilleres, en la cual se decidió la expulsión de Cuba de la OEA. De este primer gobierno blanco también datan las primeras cartas de intención firmadas con el FMI. Aunque también se debe destacar la visita de Fidel Castro en 1959 (antes de que se declarara marxista-leninista) y del Che Guevara en 1961. Este último personaje dio un discurso en el Paraninfo de la Universidad, en el que desconcertó a todos los uruguayos, al afirmar que la fuerza era la última herramienta y que sólo debía ser usada contra el que la ejerce indiscriminadamente, además de resaltar las condiciones democráticas del Uruguay. Al salir del Paraninfo, Guevara ingresó en un auto en medio de la muchedumbre, y en una esquina, desde el Gimnasio Universitario, partieron varios disparos. Cuando se disipó la multitud, se pudo constatar que el profesor de historia Arbelio Ramírez había sido muerto por las balas destinadas a Guevara.
En su sepelio se distribuyeron volantes amenazantes firmados por el MEDL (Movimiento Estudiantil por la Defensa de la Libertad), grupo de ultraderecha, aunque hay versiones que dicen que Ramírez fue ultimado por izquierdistas. Durante este primer gobierno blanco también se acabó con el largo litigio mantenido con Argentina sobre los límites fluviales. El 30 de enero de 1961 se firmó una declaración conjunta por la que se estableció el límite exterior del Río de la Plata, en la que se consolidaba la soberanía doble y compartida sobre las aguas, así como se afirmaba que el Plata constituía en todo su curso un río hasta la desembocadura en el océano Atlántico. Meses después, el Gobierno británico presentó una protesta por esta resolución, sosteniendo que las aguas eran un estuario, y que a partir de 6 millas de la costa, eran internacionales.
También en este primer colegiado blanco se llevaron a cabo importantes realizaciones en obras públicas. A partir de 1959 se aprobaron sucesivos planes anuales impulsados por el ministro de Obras Públicas, Luis Giannattasio. En estos ocho años se construyeron las rutas 5 (Montevideo-Rivera) y 26 (Paysandú-Melo), con financiación del BID. Además se expandió la Interbalnearia y se comenzaron a construir los puentes sobre el Solís Grande y el Solís Chico, y se iniciaron conversaciones con Argentina para explotar el potencial hidroeléctrico de los ríos.

### Segundo gobierno blanco
El 25 de noviembre de 1962 se llevaron a cabo elecciones, con un paisaje político distinto al de cuatro años antes. El Partido Socialista (dirigido por Vivian Trías, que había desplazado al líder histórico Emilio Frugoni) se alió con escindidos nacionalistas para formar la Unión Popular. El Partido Comunista del Uruguay se presentó como el FIDEL (Frente Izquierda de Liberación), en el que se agrupaba también a sectores que abandonaban los partidos tradicionales. La vieja Unión Cívica del Uruguay se reformuló formando el Partido Demócrata Cristiano. En el Partido Nacional, la UBD se alió con el Herrerismo ortodoxo para disminuir la influencia de Nardone. El resto del Herrerismo continuó aliado al dirigente rural. Dentro del Partido Colorado continuaron las fragmentaciones, destacando la creación de la Lista 99, integrada por elementos de la Lista 15 y de la Lista 14. La recientemente creada lista presentaba un programa renovador que consideraban como una actualización del batllismo. Por otra parte, también en la interna colorada, la Lista 14 se convirtió en la Unión Colorada y Batllista.
Las elecciones fueron nuevamente ganadas por los blancos, aunque el margen entre estos y los colorados se redujo: de 120.000 votos hacía cuatro años, pasaron a 23.000 sufragios de diferencia.
El nuevo Consejo Nacional de Gobierno fue integrado por Daniel Fernández Crespo, Washington Beltrán, Carlos María Penadés, Héctor Lorenzo y Losada (UBD), Luis Giannattasio, Alberto Héber Usher (Herrerismo ortodoxo), Alberto Abdala, Amílcar Vasconcellos y Óscar Gestido (Partido Colorado).
Este segundo gobierno blanco fue pronto víctima de las enemistades internas. La alianza entre la UBD y el Herrerismo ortodoxo pronto sucumbió, y los ministros blancos comenzaron a ser interpelados por los senadores de su propio partido.
La situación económica internacional fue adversa a Uruguay, puesto que la Comunidad Europea comenzó a subsidiar a sus productores y aumentó los aranceles, la URSS lanzó un programa para aumentar la producción de carne y de leche, al tiempo que países como Australia y Nueva Zelanda aumentaron su productividad. Los precios internacionales cayeron. En 1963 el Banco República debió devaluar la moneda, y el dólar pasó a valer 16,50 pesos. La conflictivdad aumentó, y las huelgas, paros u ocupaciones se hicieron comunes (entre enero de 1964 hasta marzo de 1965 se contabilizaron 650 movilizaciones). En 1964 se formó la Convención Nacional de Trabajadores, organismo de coordinación entre los sindicatos dentro de la Central de Trabajadores del Uruguay (CTU) y los sindicatos no afiliados a ella (por ejemplo, los bancarios o los trabajadores de la carne). El año 1965 fue devastador. Se inició con una intensa sequía que afectó al país durante el verano y perduró hasta otoño, con las consiguientes pérdidas económicas en la actividad agropecuaria y la producción de energía. Además, ese mismo año quebró el Banco Transatlántico, arrastrando tras sí al sistema bancario nacional (Banco Atlántico, Banco Uruguayo de Administración y Crédito, Banco de Producción y Consumo, etc.). Con la crisis salieron a luz varias prácticas fraudulentas, como, por ejemplo, la textil CUOPAR, que tenía vinculaciones dolosas con el Departamento de Negocios con el Exterior del Banco de la República, o "las bolsas negras", que eran créditos especiales concedidos a varias personalidades políticas. El Gobierno debió soportar un sismo político al tiempo que la Asociación de Bancarios del Uruguay declaraba la huelga general. El Gobierno continuó con su política liberal, pero la economía no logró ser controlada, y en 1966 la deuda aumentó producto del año electoral (como había sucedido en 1962), al igual que la inflación (entre diciembre de 1964 y mismo mes de 1965 los precios aumentaron 88%).
También contribuyó a empeorar la situación la muerte, en 1964, de los principales líderes políticos del país: Benito Nardone, Luis Batlle Berres, Javier Barrios Amorín, Daniel Fernández Crespo (todas muertes acaecidas en un período de tres meses) y el retiro de la política de César Batlle Pacheco, que moriría en 1966.
Por otra parte, la movilización obrera provocó la implementación en varias ocasiones de las Medidas Prontas de Seguridad por parte del Gobierno (por ejemplo, en febrero de 1963, a raíz de la huelga de los trabajadores de UTE, o en octubre de 1965, ante la presión ejercida por los gremios para aumentar los salarios). Durante el segundo colegiado blanco fue tomando forma el movimiento obrero, y a la creación en 1964 de la ya mencionada CNT le siguió la realización del Congreso del Pueblo en 1965, donde se proponían las salidas a la crisis, lo que desembocaría con el establecimiento, en 1966, de la CNT como central única de trabajadores.
En este segundo gobierno blanco tomaron lugar robos que luego se sabría eran obra de la guerrilla urbana tupamaros. Se puede señalar el robo de armas del Club de Tiro Suizo de Nueva Helvecia (considerado el primer acto de los tupamaros), el bombardeo de la embajada de Brasil después del golpe de Estado en dicho país, atentados con bombas a domicilios de integrantes del Consejo Nacional de Gobierno y a sucursales de bancos estadounidenses, etc. Además, por estos años se llevaron a cabo las marchas cañeras, manifestaciones de trabajadores de la caña de azúcar de Artigas, que reclamaron en Montevideo por los despidos masivos. Estos trabajadores eran dirigidos por Raúl Sendic Antonaccio, al punto de que la consigna de la movilización era "por la tierra y con Sendic".

## La reforma de 1966
Al llegar las elecciones de 1966, nadie discutía que el Colegiado era un sistema ineficaz, inoperante, o demasiado deliberativo. En efecto, la imagen que tenía el pueblo uruguayo del Colegiado era una corporación deliberante incapaz de tomar las medidas necesarias para lidiar con la crisis. Entonces, junto a las elecciones para definir a los próximos titulares del Poder Ejecutivo, se presentaron cuatro reformas constitucionales en las que se presentaban nuevos sistemas de gobierno. Todas tenían como factor común la vuelta al presidencialismo. Cada una fue apodada con el nombre del color de la papeleta de votación. A continuación, una breve reseña de cada una:
La reforma «amarilla»: iniciada por un grupo de sindicatos y apoyada por el FIDEL. Proponía un Poder Ejecutivo unipersonal aunque se le quitaban facultades al presidente, como, por ejemplo, las Medidas Prontas de Seguridad. Obtuvo el apoyo del 5,21 % del total de votantes habilitados.
La reforma «gris»: fue presentada por una parte del Partido Nacional. Proponía, principalmente, un gran fortalecimiento del Poder Ejecutivo, dándole facilidades para disolver las Cámaras, romper con la autonomía de la educación, etc. Captó el voto del 10,57 %.
La reforma «rosada»: obra del Partido Colorado, coincidía con la «gris» en el fortalecimiento del Ejecutivo, aunque con mayor respeto a las garantías individuales, pero al iniciarse las alianzas con los blancos para presentar una reforma conjunta, quedó en un segundo plano, siendo una porción minúscula de las preferencias del electorado.
La reforma «naranja»: fue presentada por la mayoría del Partido Colorado y del Nacional. Proponía la sustitución del Consejo Nacional de Gobierno por un Presidente con mandato de cinco años (hasta entonces siempre habían sido cuatro) sin posibilidad de reelección inmediata. Cambiaba fuertemente la relación entre el P. Ejecutivo y el Legislativo, dándole más poderes al primero y otorgándole total control en el orden económico-financiero. Fue la reforma que triunfó, con el 75 % de los votos, superando el 35 % que era necesario para ser aprobada.

## Gobierno de Óscar Gestido
El plebiscito constitucional fue simultáneo con las elecciones presidenciales que en 1966 marcaron el regreso al poder del Partido Colorado. Fueron ganadas por el general retirado Oscar Diego Gestido, que había integrado el último Consejo Nacional de Gobierno por la minoría colorada. El nuevo Presidente generó grandes expectativas e instauró cambios generales en la gestión de gobierno. Ya antes de asumir su cargo en marzo de 1967 dispuso que cada uno de los futuros Ministros que había designado visitara la central sindical Convención Nacional de Trabajadores para discutir los temas de su cartera, lo que se vio como un cambio de actitud del gobierno respecto de las organizaciones sindicales. Enfrentado su gobierno a condiciones de crisis económica en permanente agudización, procuró enfrentarlas con medidas de tipo original. Se creó en el Banco de la República una cuenta especial (la Cuenta 19 de Junio) en la que se permitía efectuar depósitos en dólares, con interés, con lo cual se buscó dar circulación y colocación útil a la moneda extranjera en poder del público (al que estaba prohibido su depósito bancario). Pero pocos meses después de instalado su gobierno, Gestido efectuó un relevo de varios de sus Ministros que alteró profundamente su política social y económica hacia la derecha.
Gestido falleció sin completar su primer año en el gobierno, el 6 de diciembre de 1967.

## Gobierno de Jorge Pacheco Areco
El fallecimiento del general Gestido llevó al poder al Vicepresidente Jorge Pacheco Areco. Su gestión se caracterizó por una fuerte tendencia al autoritarismo represivo. Recurrió en forma sistemática al mecanismo de excepción de las medidas prontas de seguridad, tanto para enfrentar actividades de grupos guerrilleros, que se iban acentuando durante su mandato, como para reprimir protestas sociales. Se prohibieron partidos políticos (como el Partido Socialista) y se censuraron medios de prensa (como el semanario «Época»). A la vez el presidente inició un sistemático enaltecimiento de las Fuerzas Armadas y cortejo de sus jefes, públicamente evidenciado en sus permanentes visitas personales a las unidades militares.
En junio de 1968, como remedio a una inflación descontrolada, decretó (sin ley que lo habilitara) una congelación general de precios y salarios. Al aplicarse a escasos días del 1 de julio, cuando por numerosos laudos de Consejos de Salarios y convenios colectivos correspondía el reajuste de sueldos en casi todas las actividades, la congelación significó de hecho una rebaja de las retribuciones por su desvalorización causada por la inflación.
El gobierno de Pacheco Areco fue cuestionado como violatorio de la Constitución por diversas medidas. En particular, el mantenimiento en funciones de Ministros que el Parlamento había censurado (o su inmediato nombramiento en una cartera diferente, como en el caso de Jorge Peirano Facio), y el mantenimiento en vigor de las medidas prontas de seguridad cuando el Poder Legislativo decidió levantarlas.

## Elecciones de 1971

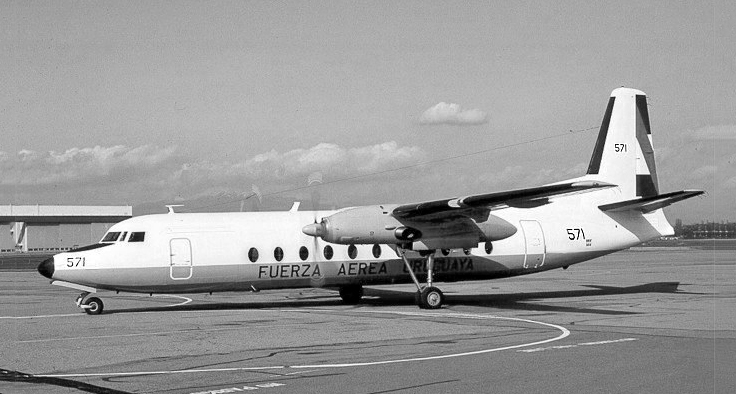
Réplica del avión de la Fuerza Aérea Uruguaya que se estrelló 13 de octubre de 1972 con 45 uruguayos a bordo y dio lugar al llamado "milagro de los Andes".

Las elecciones de noviembre de 1971 estuvieron marcadas por varias particularidades.
- El presidente Pacheco promovió una campaña para habilitar su reelección. La Constitución (desde la primera de 1830) nunca permitió la reelección del Presidente en períodos consecutivos, por lo que hacía falta una reforma constitucional. Ésta se organizó con un mecanismo por el que se plebiscitaría junto con la elección misma, pudiendo los ciudadanos votar por candidatos según ambos regímenes, el vigente y el propuesto.

- El país vivía un clima de especial tensión. Por un lado diversas organizaciones revolucionarias armadas, la principal de las cuales era el Movimiento de Liberación Nacional-Tupamaros (MLN-T), desarrollaban una actividad cada vez más intensa y espectacular, que incluyó el prolongado secuestro de personalidades del régimen y diplomáticos extranjeros y la muerte, previamente anunciada, del estadounidense Dan Mitrione, al que se acusaba de ser instructor de las fuerzas de represión sobre métodos de tortura. Por otro lado, los esfuerzos del gobierno en su lucha contra esas organizaciones se utilizaban para justificar restricciones cada vez más importantes de las libertades públicas, el desconocimiento de garantías constitucionales y una concentración cada vez mayor de poderes represivos en el gobierno.

- Por primera vez en la historia del país participó con posibilidades serias una organización política distinta de los partidos tradicionales (Colorado y Nacional). Se habían hecho antes tentativas, ya mencionadas, de unificación de fuerzas de izquierda (la Unión Popular y el Frente Izquierda de Liberación, ambas en 1962), pero nunca con las expectativas con que se fundó, en febrero de 1971, una coalición de fuerzas políticas de todos los orígenes y personalidades independientes. El Frente Amplio fue presidido por el general retirado Líber Seregni, a quien proclamó su candidato a la presidencia.

El MLN-T, que fue ajeno a la formación del Frente Amplio y veía con escepticismo la pretensión de alcanzar el gobierno mediante elecciones, mantuvo una breve tregua en sus actividades durante el período de la campaña electoral.
En la elección del 28 de noviembre de 1971 la reforma constitucional «reeleccionista» fue rechazada (no alcanzó al 30 % de los votos). 
La elección fue ganada por el Partido Colorado, y obtuvo la Presidencia el candidato del sector «reeleccionista» designado por Pacheco, Juan María Bordaberry, por haber sido el más votado dentro del sector.
En el Partido Nacional el candidato más votado fue Wilson Ferreira Aldunate, firme opositor del gobierno de Pacheco. Acumuló sus votos con los del general Mario Aguerrondo, de orientación próxima a la del régimen.
El Frente Amplio obtuvo un 18 % de los votos.
Estos resultados, sin embargo, fueron fuertemente cuestionados y Ferreira Aldunate, que quedaba como derrotado por muy pocos votos, realizó insistentes denuncias de fraude. Ello condujo al hecho sin precedentes de que la elección se definiera en el «escrutinio definitivo» (recuento de votos posterior al efectuado tras la elección, que se desarrolla siempre durante largas semanas). El resultado que se proclamó en definitiva adjudicó la victoria al Partido Colorado con un 40,96 % de los votos contra un 40,19 % del Partido Nacional. Muchos años después, en 2002, las denuncias de fraude adquirieron nuevo crédito con el levantamiento del secreto de documentos reservados de los Estados Unidos, según los cuales Richard Nixon, presidente de ese país en 1971, habría confirmado un fraude en esa elección uruguaya organizado con ayuda del Brasil.
El saldo de la elección de 1971 fue la investidura de un presidente (Juan María Bordaberry) en condiciones de legitimación política excepcionalmente pobre por múltiples circunstancias:
- El margen ínfimo del triunfo adjudicado al Partido Colorado;
- Las dudas sobre la limpieza del escrutinio;
- El porcentaje muy bajo de votos del ganador. Fue el más votado de su partido, pero su candidatura solo tuvo un 22,8 % del total de votos;
- El candidato rival y derrotado (Wilson Ferreira Aldunate) tuvo una votación mayor, del 26,4 %.
- Los votos que obtuvo Bordaberry no fueron realmente para él. Sus votantes eran los partidarios de la reelección del presidente Pacheco, cuyo objetivo manifiestamente era ese, mucho más que ungir a Bordaberry.

## Dictadura cívico-militar

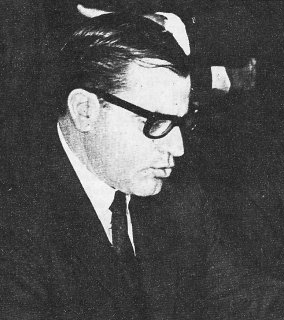
Elegido democráticamente en 1971, Bordaberry disolvió las cámaras en 1973 instaurando la dictadura cívico-militar que se extendería hasta 1985.

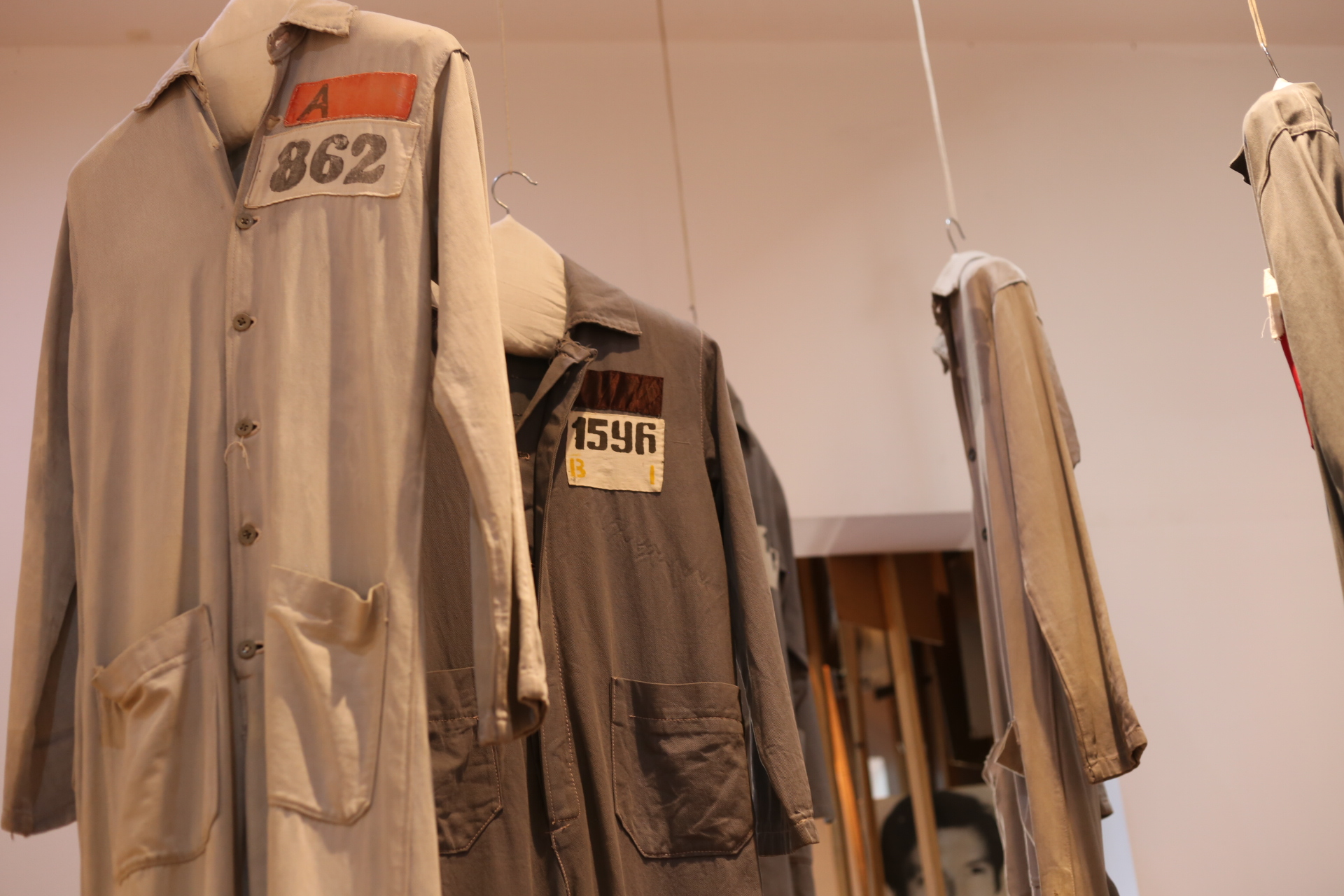
Prendas que utilizaban los presos durante la dictadura, exhibidas en el Museo de la Memoria.

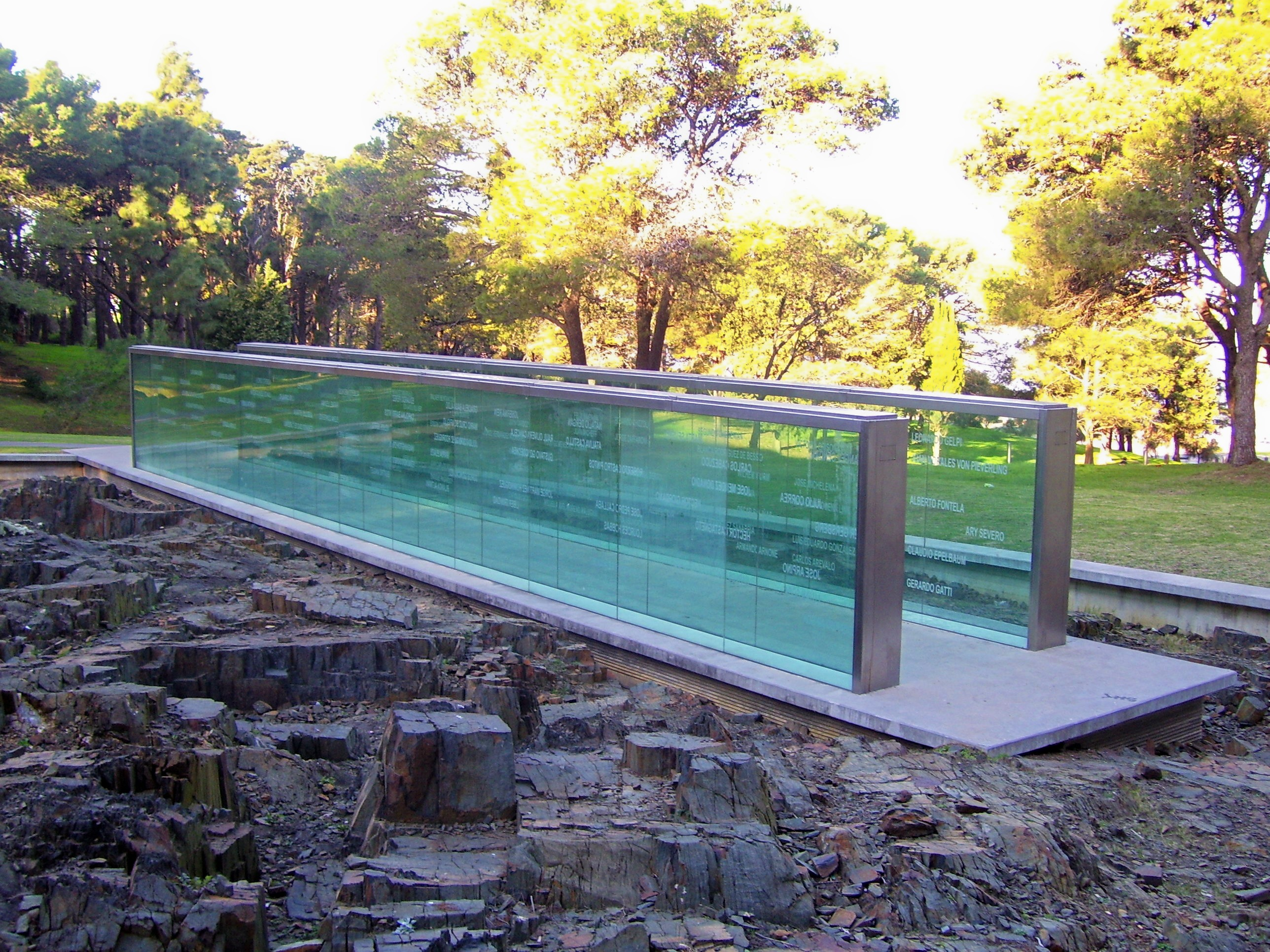
Memorial de los Detenidos Desaparecidos.

El 27 de junio de 1973, argumentando «la acción delictiva de la conspiración contra la Patria, coaligada con la complacencia de grupos políticos sin sentido nacional, se halla inserta en las propias instituciones, para así presentarse encubierta como una actividad formalmente legal», el Poder Ejecutivo disuelve las Cámaras de Senadores y Representantes, crean un Consejo de Estado con funciones legislativas, de contralor administrativo y con encargo de proyectar una reforma constitucional que reafirme los principios republicanos-democráticos, suspende los derechos civiles y faculta a las FF.AA. y Policiales para asegurar la prestación interrumpida de los servicios públicos. También dispone la instalación de un Consejo de Estado que pretendía sustituir al parlamento. En realidad, ya en noviembre de 1972 el Parlamento, con la excepción de los representantes del Frente Amplio pero con el voto a favor de Blancos y Colorados, había autorizado la represión política y militar mediante el Ejército. En dos meses los integrantes de la guerrilla urbana MLN fueron encarcelados, muertos, o se debieron exilar. Es decir que la «existencia de una guerrilla» no era causa de violentar las instituciones.
El 9 de febrero de 1973 se produce un alzamiento militar. La Marina bloquea el palacio de Gobierno en defensa de la Presidencia y saca sus barcos de combate frente a Montevideo, dispuesta a repeler el golpe organizado por el Ejército y la aquiescencia de la Fuerza Aérea. El mismo Presidente Bordaberry no desea resistir el golpe y los mandos de la Marina son cooptados de a uno por los golpistas. A las 48 horas las fuerzas armadas tenían el poder efectivo. Esto generó protestas dentro de las mismas, educadas en el respeto a la constitución: como consecuencia, fueron separados de sus cargos o dados de baja los oficiales reacios al Golpe de Estado, cientos de ellos.
La situación tensa en lo económico y en lo político, más la necesidad del régimen de acallar la protesta sindical por el deterioro salarial, determinan un nuevo Golpe de Estado, ya liderado por las fuerzas más antidemocráticas.
En respuesta al golpe de Estado, en la misma madrugada en que se gesta el golpe, el secretariado de la CNT (Convención Nacional de Trabajadores) lanza un manifiesto en el que llama a la «ocupación de las fábricas, estado de alerta y asamblea». El Partido Comunista del Uruguay toma resoluciones también en la noche del 26 de junio respecto a la huelga general con ocupación de fábricas, moviendo a miles de sus afiliados de agrupaciones de empresas que en la misma madrugada se dirigen a sus lugares de trabajo y de las agrupaciones barriales. Posteriormente se plegarían los gremios de estudiantes universitarios. La huelga duraría 15 días, la más larga en la historia del país.
Durante este período de terrorismo de Estado se practicó sistemáticamente la tortura, desaparición forzada y prisión. En las cárceles uruguayas murieron cerca de un centenar de prisioneros políticos y continúan desaparecidas otras 200 personas.
En 1976, al terminar Juan María Bordaberry su mandato constitucional, ante la convicción de que el caos político que había vivido el país era responsabilidad de su sistema político, propone a la Junta de Comandantes en Jefe de las Fuerzas Armadas una reforma del sistema institucional del país, eliminando los partidos políticos y sustituyéndolos por «corrientes de opinión» en un sistema de corte corporativista.
Las Fuerzas Armadas, entendiendo que el problema no eran los partidos políticos, sino sus integrantes, y que la solución al problema vendría por la vía de una renovación de sus dirigentes, retiran su apoyo al presidente, que se vería obligado a abandonar el cargo en junio.
Mientras continuaba la represión, Bordaberry es reemplazado por el entonces presidente del Consejo de Estado, Alberto Demicheli, quien suspende las elecciones previstas para noviembre y delega la presidencia en Aparicio Méndez (exministro de Salud Pública), quien la asume por un período de cinco años.
Los años de represión de la dictadura fueron coordinados con otras dictaduras del Cono Sur (Plan Cóndor) y en particular en Uruguay se activó el Plan Morgan, destinado a destruir al Partido Comunista PCU y a la Central de Trabajadores CNT. Muertos, desaparecidos, torturados, con varias direcciones caídas y miles de presos durante años, ambas organizaciones resurgieron con más fuerza en 1985 junto con el resto del Frente Amplio.

## Retorno a la democracia

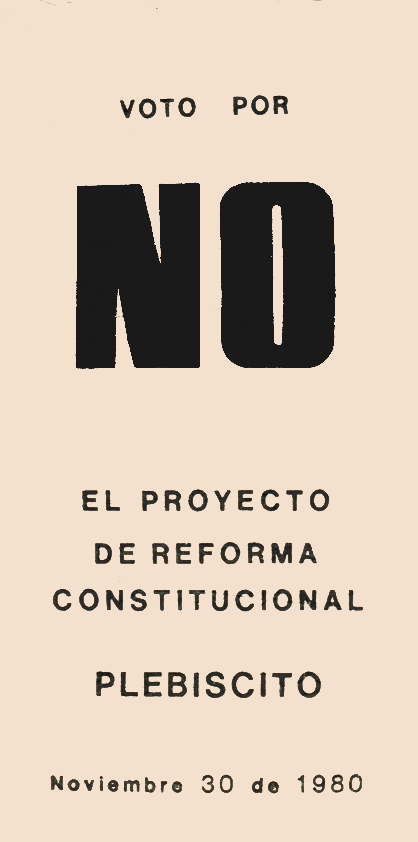
Papeleta por el No a la reforma constitucional en Uruguay en 1980.

Los militares convocan en 1980 un plebiscito para refrendar el proyecto de reforma constitucional propuesto por ellos, sin permitir, a través de la censura, la expresión pública de opiniones contrarias al mismo en los medios de comunicación. A pesar de ello, el 30 de noviembre de 1980 la ciudadanía mayoritariamente lo rechaza, obligando a la dictadura militar a comenzar un lento proceso de apertura política. 
El 1 de septiembre de 1981 asume la presidencia el general Gregorio Álvarez, quien en 1984 llama a elecciones. Tras realizarse ese mismo año, sale triunfante el Partido Colorado. Durante los primeros días de 1985 Gregorio Álvarez deja el mando en manos del Presidente de la Suprema Corte de Justicia en ejercicio, Rafael Addiego Bruno y finalmente el 1 de marzo de 1985 el gobierno retornó a los civiles con la asunción de Julio María Sanguinetti (del Partido Colorado) como Presidente.

## Historia reciente (1985-presente)

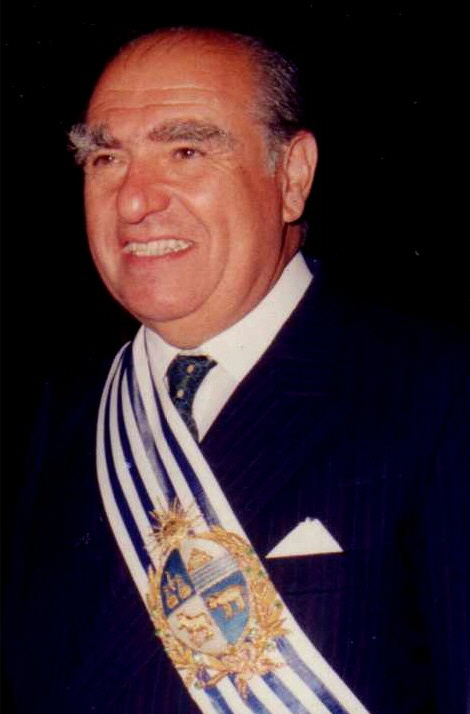
Julio María Sanguinetti, primer presidente constitucional de Uruguay luego de la dictadura de dicho país, ocupó su cargo en el período 1985-1990 y, tras su reelección en 1994, también en el período 1995-2000.

En los años siguientes se llevó a cabo una campaña de recolección de firmas para revocar la ley 15.848 de la Caducidad de la Pretensión Punitiva del Estado (popularmente conocida como "ley de impunidad" o "ley de caducidad"), que consagró la impunidad de las violaciones de derechos humanos durante la dictadura (1973-1985). El 16 de abril de 1989, luego de que más de un 25% de la ciudadanía uruguaya habilitara con su firma la consulta popular (con un proceso de control de las firmas por la Corte Electoral que suscitó graves reparos y protestas), se llevó a cabo el referéndum, con un triunfo del llamado "voto amarillo" (por el color de la papeleta) con un margen de 57% contra 43% a favor del "voto verde". El resultado significó no revocar la ley de impunidad, e indultar en la práctica los crímenes ocurridos durante el gobierno militar. 
En los comicios de noviembre de 1989 resultó elegido Luis Alberto Lacalle (del Partido Nacional). En 1994 Sanguinetti resultó elegido por segunda vez y en 1999 triunfó Jorge Batlle (del Partido Colorado); durante su gobierno, por primera vez desde el retorno a la democracia se llegó a una situación en la que no había ningún general miembro de la logia de los Tenientes de Artigas.

### Crisis económica, política y social del año 2002

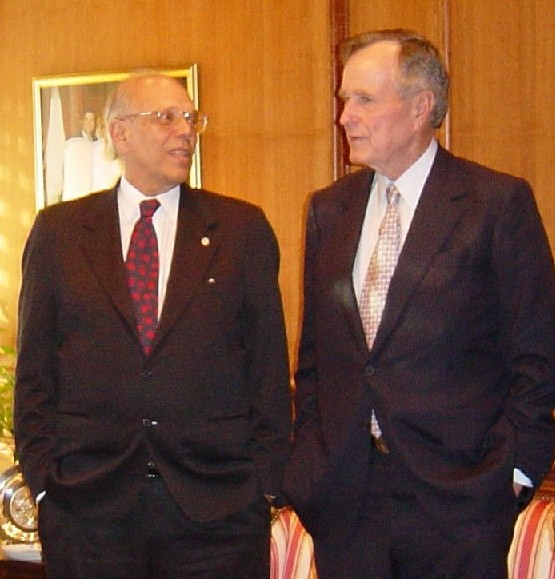
Expresidentes Jorge Batlle y George H. W. Bush (Estados Unidos) en Uruguay, año 2003.

En julio de 2002, en uno de los momentos más candentes de la crisis bancaria, el senador del Frente Amplio, Alberto Couriel, se encargó de la interpelación del entonces ministro Alberto Bensión, en la cual todos los miembros del Frente Amplio y algunos pocos del Partido Nacional le pidieron formalmente la renuncia al cargo. Esto no sucedió, pero se removió a Rodríguez Batlle.
A mediados de julio se hizo público el rechazo del Partido Nacional, hasta entonces aliado del gobierno de Batlle, para con la política económica que se estaba llevando. Fue entonces cuando junto con el Frente Amplio, volvieron a pedir la renuncia de Bensión y esa vez tuvieron mayor suerte. Bensión dejó el cargo el 20 de agosto y asumió Alejandro Atchugarry, quien entonces se desempeñaba como senador por el Partido Colorado. Atchugarry, que acababa de sufrir la pérdida de su esposa tras una larga enfermedad se mostraba reacio a asumir en el cargo. Sin embargo Batlle encontró en él lo que buscaba, un ministro más político que técnico. Batlle puso al senador en una situación comprometida, y le planteó que si no asumía como ministro, él debería renunciar a la presidencia y Luis Hierro López tendría que tomar las riendas del país. Finalmente, acepta el cargo diciéndole «Yo a usted lo quiero y lo respeto como a un padre... bueno, los hijos no le dicen que no a sus padres». Al momento de la asunción de Atchugarry, renunció Rosario Medero, la representante blanca en el directorio del Banco Central, a pedido de su sector político.
El 30 de julio, se decretó el feriado bancario. El gobierno de Batlle se excusó diciendo que fue un pedido expreso del FMI para proceder a la liquidación de los bancos del grupo Peirano. Dicha decisión tuvo como objetivo detener la fuga de depósitos que la plaza financiera uruguaya venía sufriendo desde el 2001, puesto que muchos ahorristas argentinos acudieron a sus ahorros en Uruguay al verse imposibilitados de sacar dinero en su país. Los cajeros automáticos se quedaron sin dinero, las casas cambiarias vendían el dólar a 38 pesos y lo compraban a 24. El feriado bancario finalizó el lunes 5 de agosto.
La noche del 31 de julio dejó como saldo el primer saqueo a un supermercado en las proximidades del Palacio Legislativo. El 1 de agosto se produjo una ola de estos fenómenos que sacudieron a la ciudad de Montevideo. Fueron más de treinta, y esta vez sucedieron en zonas marginales. Muchos comerciantes expresaron su voluntad de no reabrir sus comercios el día siguiente por temor a ser saqueados. El ministro del Interior, Guillermo Stirling, intentó tranquilizar a la población anunciando un refuerzo de la vigilancia policial para ocasiones futuras. El 2 de agosto no hubo ningún saqueo, sin embargo, una ola de rumores invadió la ciudad. Se rumoreó que una horda de personas se dirigía hacia el centro de Montevideo saqueando todo lo que tenían a su paso. Los comerciantes cerraron sus puertas al instante y el centro de la ciudad quedó desolado. Se dispuso un fuerte operativo policial y la Fuerza Aérea sobrevoló la capital mediante helicópteros en busca de la horda de saqueadores que nunca llegó y quizás, nunca existió.
Mientras en el país reinaba el caos en Estados Unidos, Isaac Alfie comandaba la delegación que Batlle había mandado para formar un grupo de trabajo con delegados del gobierno estadounidense, puesto que Horst Köhler, director del FMI, había dado la orden de no prestarle un dólar más a Uruguay. Finalmente Estados Unidos acordó con Uruguay un préstamo puente de 1500 millones de dólares destinados a capitalizar los bancos estatales. Ese fue el comienzo del fin de la crisis económica del país.
En noviembre, el Partido Nacional decidió retirar a los ministros Antonio Mercader, Álvaro Alonso, Carlos Cat, Sergio Abreu y Jaime Trobo de sus cargos en el gobierno de Batlle puesto que querían desligarse de él.
La crisis del 2002 dejó cifras devastadoras para el país. Tal es el caso de la tasa de suicidios que aumentó un 12,6 %, es decir que dos uruguayos se suicidaban por día y se registraban muchos casos de intentos de autoeliminación.
Como consecuencia económica directa de esta crisis, el salario real tuvo una fuerte caída, llegando a su piso entre los años 2003 y 2004 con una pérdida del 22 % respecto al año 2000. Por su parte, la tasa de desempleo, trepó a un máximo en el año 2002 del 17 % subiendo 3 y medio puntos porcentuales respecto al momento de asumir el mandato. Hacia el final de su gobierno, los índices de desempleo revirtieron su tendencia ubicándose en cifras inferiores a las del momento de su asunción. Por el contrario, la caída sufrida por el salario real no pudo ser revertida, ubicándose en el año 2005, 18,6 puntos porcentuales por debajo de las cifras del año 2000.

### Primer gobierno de Tabaré Vázquez

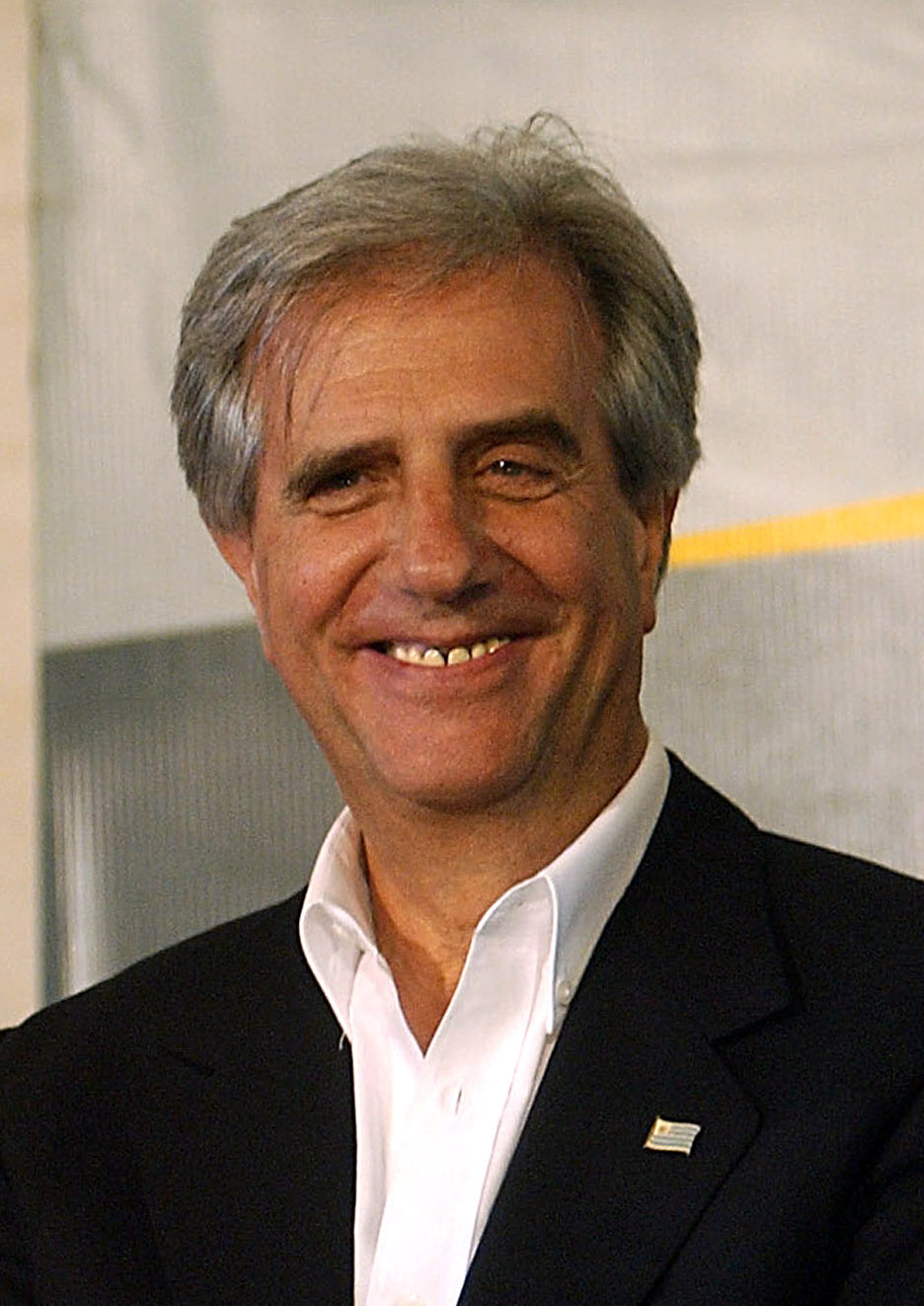
Tabaré Vázquez, presidente del Uruguay entre 2005 y 2010.

#### Gobierno
En las elecciones presidenciales realizadas el 31 de octubre de 2004 resultó elegido Tabaré Vázquez, candidato por la coalición de Izquierda Encuentro Progresista-Frente Amplio-Nueva Mayoría con el 50,45 % de los votos, alcanzando la victoria en la primera vuelta y logrando un parlamento con mayorías absolutas. Es la primera vez en 174 años que no accede al gobierno ni el Partido Colorado ni el Partido Nacional.
En las elecciones municipales realizadas el 8 de mayo de 2005 hubo un cambio significativo en los liderazgos departamentales, logrando el partido nacional 10, el partido colorado 1 y EP-FA-NM 8 de las 19 intendencias en disputa. Esto marcó un cambio histórico rompiendo la hegemonía de 174 años de gobiernos departamentales blancos o colorados.
El 29 de noviembre del 2009, en segunda vuelta, fue elegido como segundo presidente de izquierda del Uruguay, el senador José «Pepe» Mujica. Obtuvo el 52,60 % de los votos frente a Luis Alberto Lacalle, que obtuvo el 43,33 %.

#### Derechos Humanos

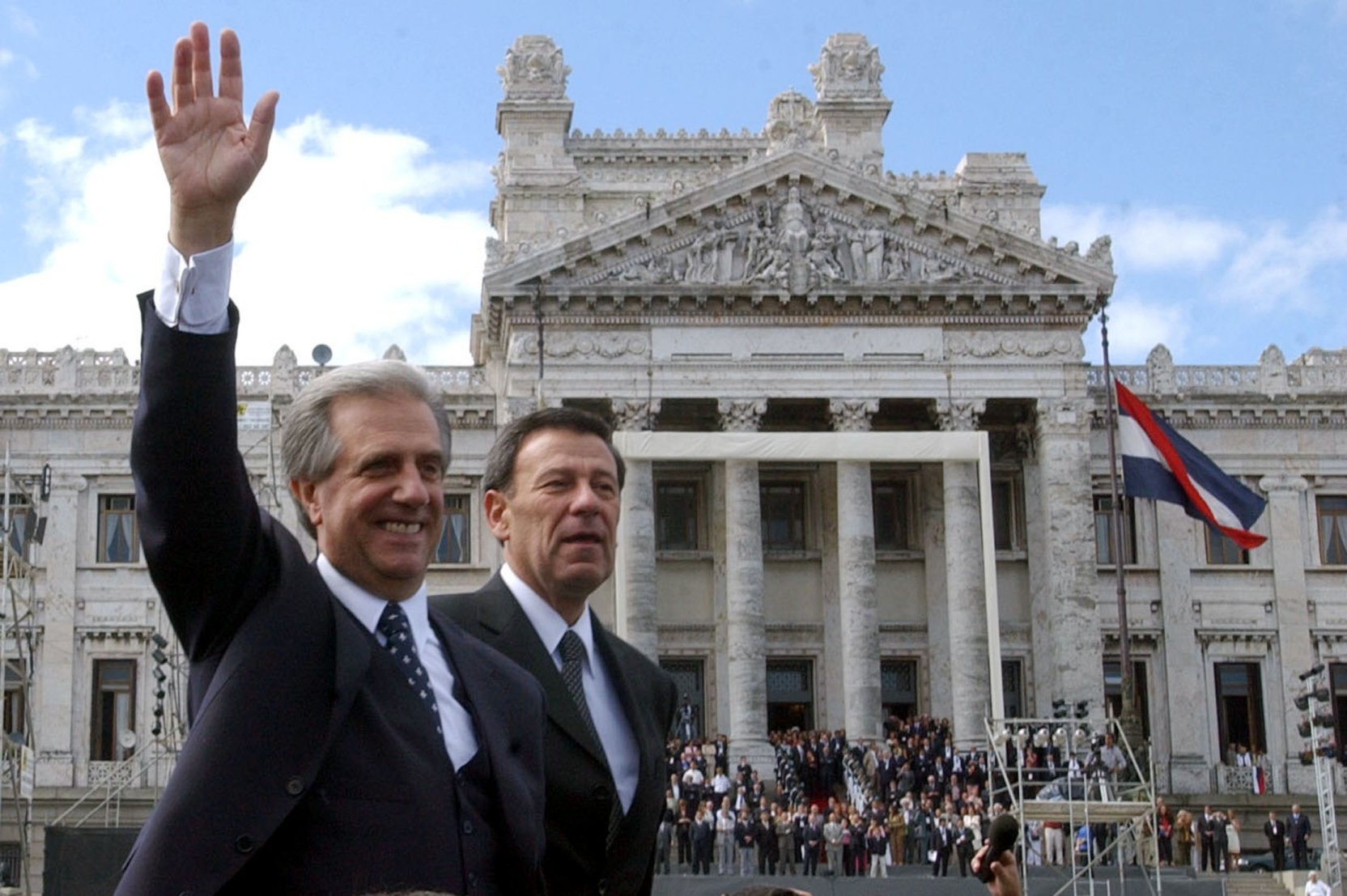
Tabaré Vázquez y su vicepresidente, Rodolfo Nin Novoa, en automóvil descubierto desde el Palacio Legislativo (al fondo) hasta la Casa de Gobierno.

En los años 2006 y 2007 hubo cambios trascendentes en las políticas de derechos humanos; en 2007 fueron procesados los expresidentes de facto Bordaberry y Gregorio Álvarez junto con otros militares por violaciones a los derechos humanos.
En el mismo año, un grupo de partidos políticos de izquierda integrantes de la coalición de gobierno (Nuevo Espacio, Partido Comunista y Partido por la Victoria del Pueblo), sumados a organizaciones de trabajadores PIT-CNT y organizaciones de familiares de detenidos-desaparecidos en la dictadura cívico militar, iniciaron una recolección de firmas para anular por enmienda constitucional la ley de caducidad; esta enmienda no prosperó por segunda vez, por soberana expresión popular en las últimas elecciones nacionales.
En 2006 y 2007 se discutió y aprobó con los votos del Frente Amplio y parte de la oposición la ley de Unión Concubinaria, ley que reconoce a las parejas tanto hetero como homosexuales no unidas en matrimonio y con 5 o más años de convivencia la mayoría de los derechos de este último. En 2009 se autorizó por decreto el ingreso de homosexuales al ejército y por ley la posibilidad de adopción conjunta a concubinos tanto de distinto como de igual sexo, esto último no exento de gran polémica tanto a nivel parlamentario como social. En 2011 el parlamento discute un proyecto de ley para legalizar el matrimonio entre personas del mismo sexo.
En 2007 el Senado, tras un fallido primer intento, votó la ley de Salud Sexual y Reproductiva que incluía la despenalización del aborto; la misma fue aprobada por 15 votos frentistas, 1 colorado y 1 blanco y rechazada por 10 blancos, 2 colorados y 1 frentista. Aunque también fue aprobada en la cámara baja, el presidente Tabaré Vázquez, la vetó por principios humanitarios como médico que es, en defender la vida del no-nacido ante todo. En 2011 el parlamento discute un proyecto de ley para legalizar el aborto por sola voluntad de la mujer.
Existe la posibilidad de que se apruebe la eutanasia, la despenalización de la tenencia de marihuana, la ley de protección animal y el voto a uruguayos en el exterior, que ha sido rechazado recientemente en plebiscito popular.
El pasado 29 de noviembre de 2009, el exguerrillero tupamaro y senador por el Frente Amplio, José Mujica fue elegido presidente, tras derrotar en la segunda vuelta electoral al conservador Luis Alberto Lacalle. Tomó posesión del cargo el 11 de marzo del 2010, sucediendo así a Tabaré Vázquez; Mujica dijo que, a pesar del mal resultado del referendo del 25 de octubre, juzgaría a los principales dirigentes de la dictadura militar.

### Gobierno de José Mujica

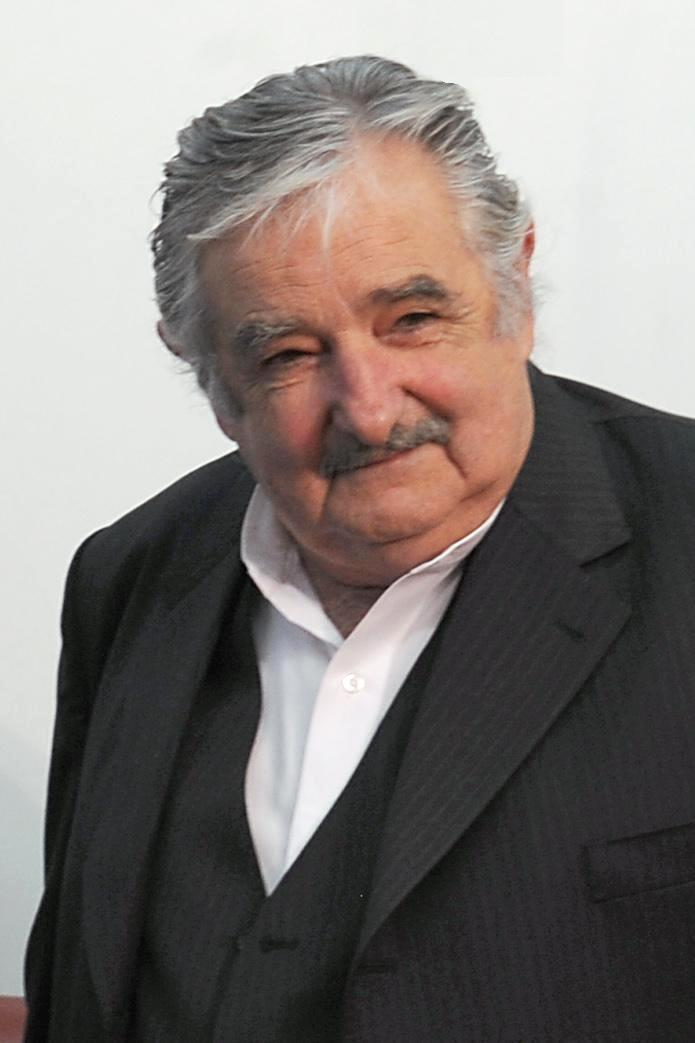
José Mujica, expresidente del Uruguay.

En las elecciones legislativas de octubre de 2009 el Frente Amplio vuelve a lograr la mayoría parlamentaria con el 48% del total de sufragios (contando votos en blanco y anulados), en tanto que el Partido Nacional resultó segundo con un 29,4 %, el Partido Colorado tercero obteniendo un 17,5 %. La votación del Frente Amplio no logró la mayoría absoluta del total de votos emitidos, incluidos los votos en blanco y anulados, entonces la elección presidencial se definió el 29 de noviembre de 2009 mediante un balotaje entre el izquierdista José Mujica del Frente Amplio y el derechista expresidente Luis Alberto Lacalle Herrera del Partido Nacional.
José «Pepe» Mujica resultó elegido como presidente de Uruguay y sucesor de Tabaré Vázquez. La fórmula del Frente Amplio obtuvo el 52,4 % de los sufragios, mientras que el otro candidato, el expresidente blanco Luis Alberto Lacalle (1990-1995), logró el 43,5 %, de acuerdo con los resultados de la Corte Electoral. En torno al cuatro por ciento de los sufragios fueron en blanco o anulados. En la primera vuelta del 25 de octubre pasado, Mujica, del gobernante partido de izquierda Frente Amplio, y Lacalle, del Partido Nacional, habían sido los más votados (48 % y 29,1 % respectivamente), pero ninguno logró la mayoría.

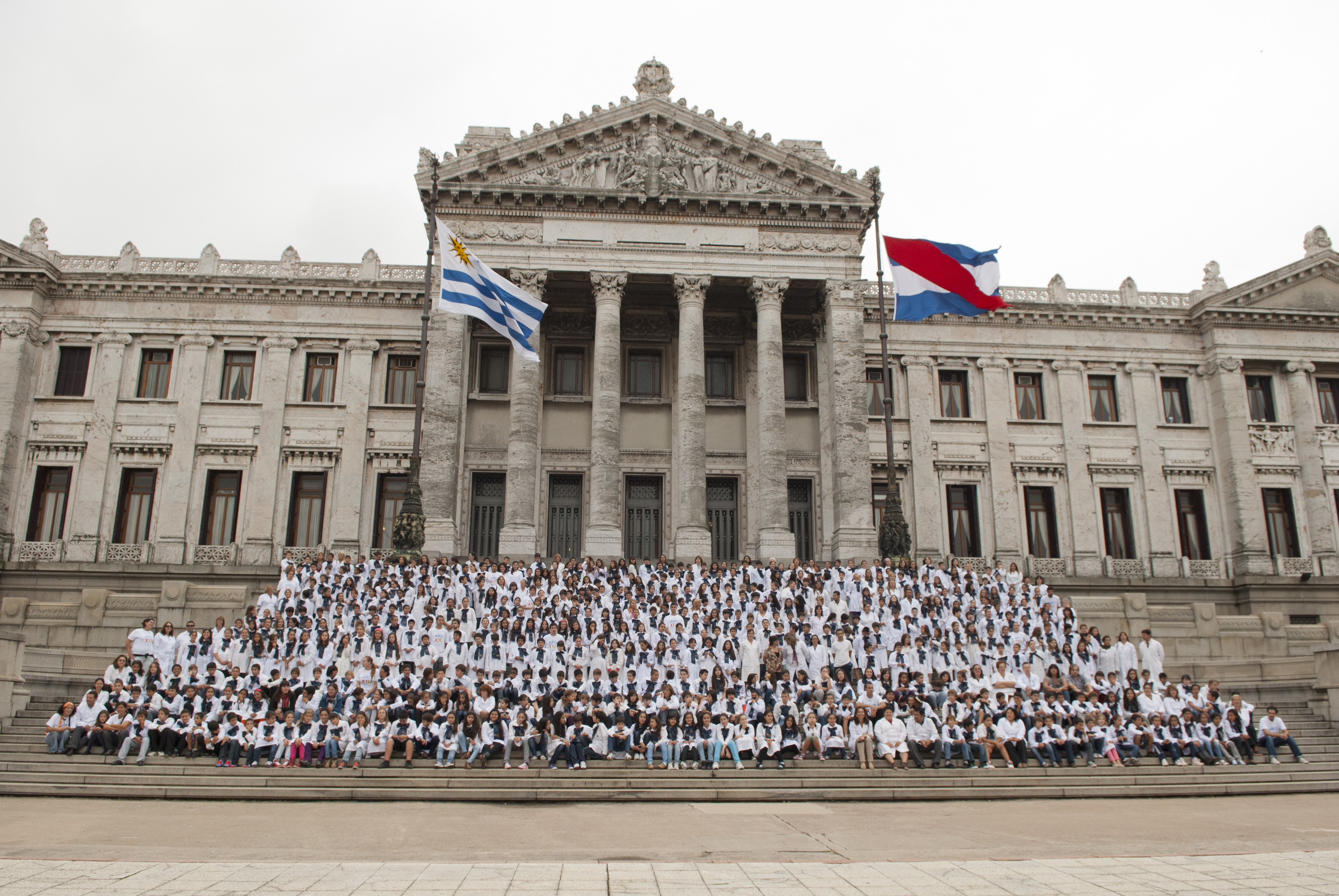
Celebraciones del bicentenario 2011 en el Palacio Legislativo de Montevideo.

En su discurso de toma de mando, realizado el 1 de marzo de 2010 Mujica reafirmó la necesidad de que el país contara con políticas de estado. También planteó como un objetivo primordial de su administración mejorar la educación, la eliminación de la indigencia y la reducción de la pobreza en un 50 %.
En las elecciones departamentales de 2010, el Partido Nacional obtuvo doce intendencias (recupera tres, pierde una), el Frente Amplio obtuvo cinco (pierde cuatro, conquista una) y el Partido Colorado obtuvo dos (gana una más).
En el período, se resolvió el conflicto con Argentina de la celulosa, se aprobó el matrimonio igualitario, se despenalizó el aborto, se regularizó la venta de marihuana y se aprobó la Universidad Tecnológica del Uruguay.

### Segundo gobierno de Tabaré Vázquez

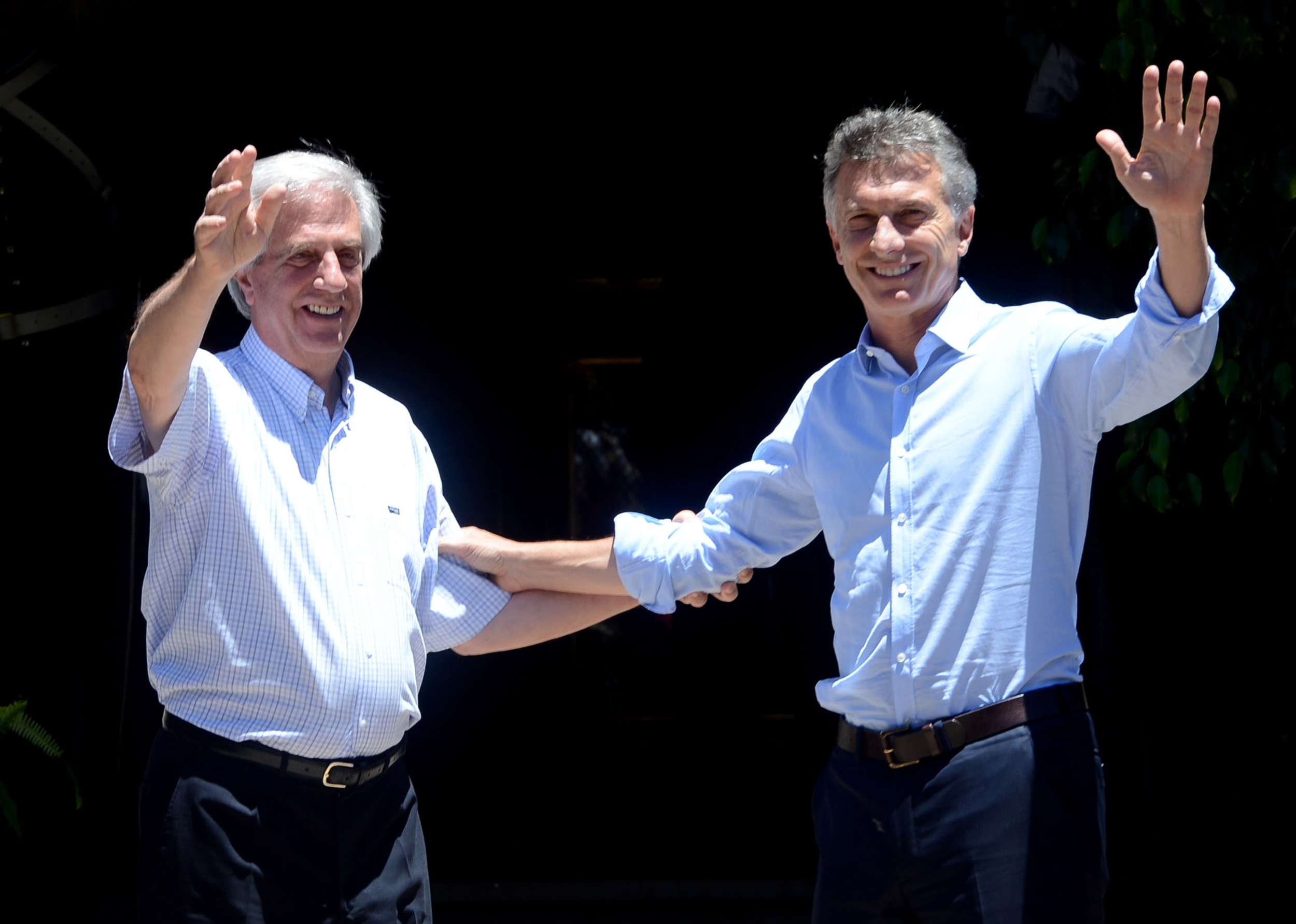
Presidente Tabaré Vázquez con su homólogo argentino, Mauricio Macri

En el segundo período gubernamental de Tabaré Vázquez frente a la presidencia, continuó el avance en la materia de derechos humanos, añadiendo a la agenda de derechos, entre otros, los derechos de las personas trans, el derecho a los cuidados mediante un Sistema Nacional de Cuidados y el derecho al acceso a los adultos mayores a la tecnología digital a través del Plan Ibirapitá.
El primero de estos fue regulado por la Ley Integral para Personas Trans, en donde se les garantiza el derecho a la libertad de la identidad y de desarrollo de su personalidad según su identidad de género, entre otros, mediante la adecuación de su nombre y sexo en documentos de identidad y el acceso a tratamientos médicos de conversión sexual.

### Gobierno de Luis Lacalle Pou

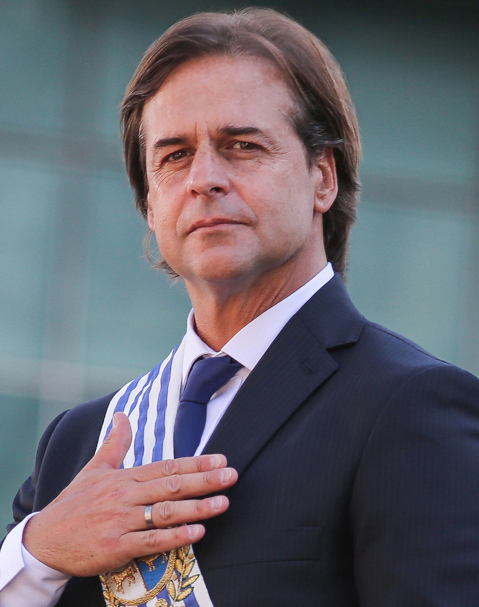
Luis Lacalle Pou, presidente de Uruguay en el período 2020 a 2025.

Lacalle y la vicepresidenta Beatriz Argimón asumieron sus cargos el 1 de marzo de 2020. Tras el juramento constitucional ante la Asamblea General, desfilaron por avenida del Libertador en un Ford V8 descapotable de 1937, que perteneció a su bisabuelo Luis Alberto de Herrera. El recorrido finalizó en la Plaza Independencia, donde recibió del presidente saliente Tabaré Vázquez la banda presidencial.
Lacalle había anunciado durante su campaña electoral la introducción de un paquete de medidas de gobierno a través de una ley de urgente consideración, una prerrogativa del Poder Ejecutivo en Uruguay que le permite enviar a la Asamblea General un proyecto de ley con un plazo perentorio de 90 días, vencido el cual queda aprobado en forma ficta si la Asamblea General no se expide en contrario. El 13 de marzo de 2020 (a menos de dos semanas de comenzado el gobierno de Lacalle) el Ministerio de Salud Pública anunció la detección de los primeros casos de coronavirus en Uruguay. Las medidas sanitarias preventivas impuestas por el gobierno demoraron la presentación del proyecto, que finalmente ingresó formalmente a la Asamblea General el 23 de abril de 2020.
En las primeras semanas de iniciado su mandato, el gobierno del Uruguay debió comenzar a hacer frente a la pandemia de coronavirus, seguida por la declaración de una emergencia sanitaria y la adopción de varias medidas excepcionales.